# Conjunto Arquitetônico de Alcântara

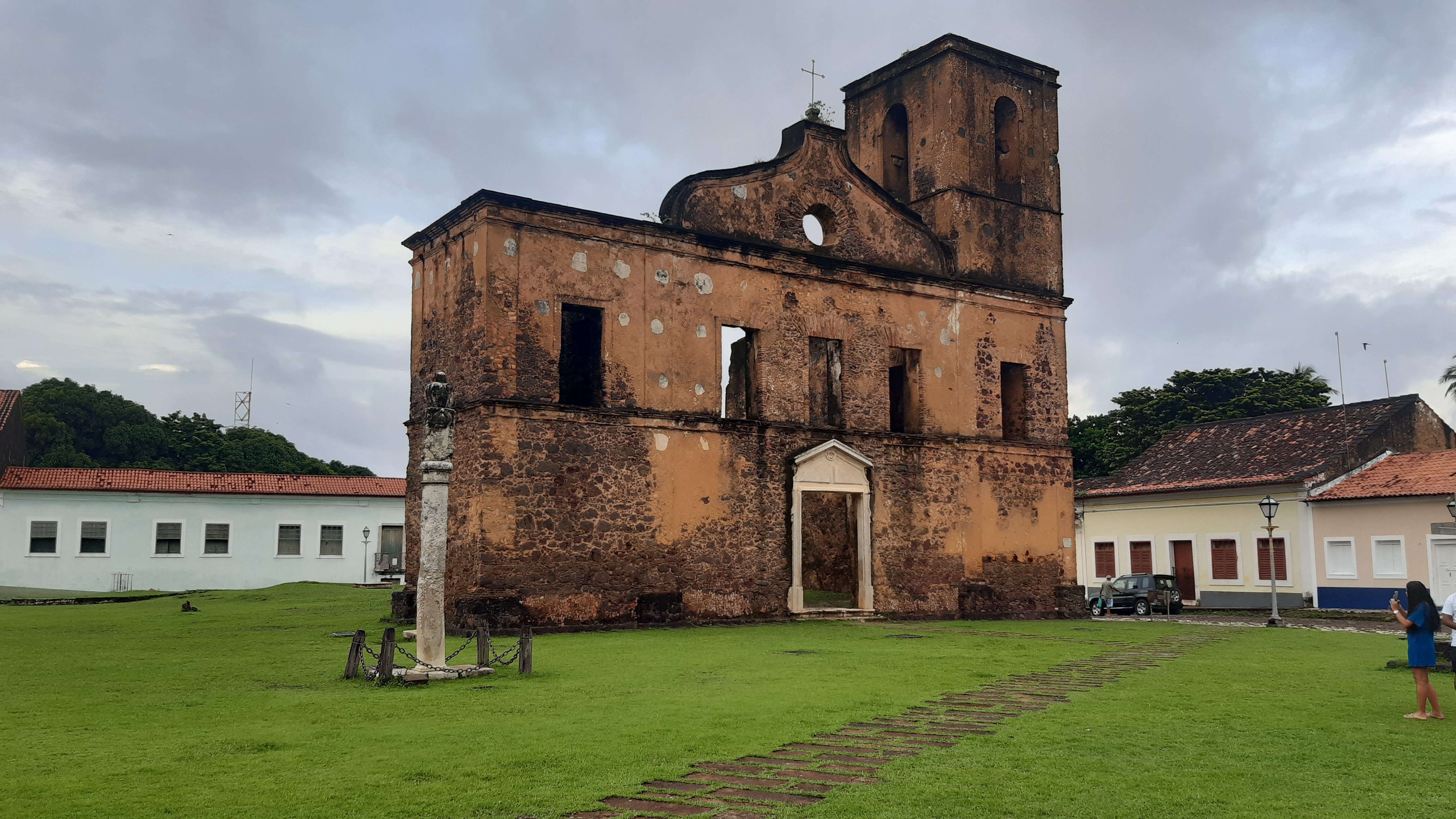
Ruínas da Igreja Matriz de São Matias, Alcântara, Maranhão

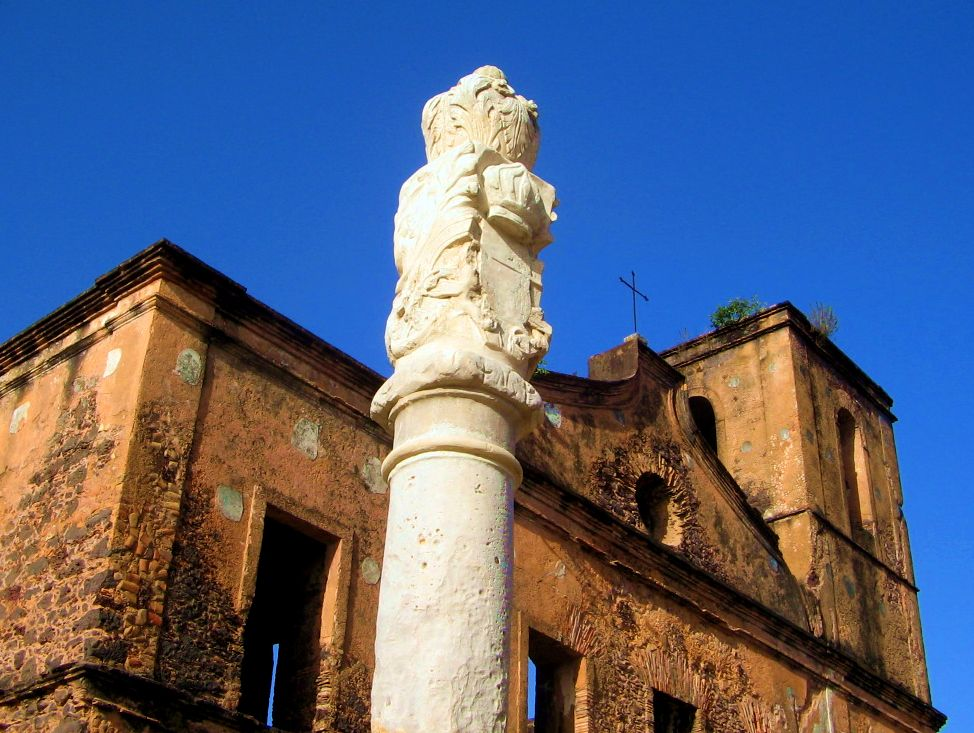
Pelourinho de Alcântara, Maranhão

O Conjunto Arquitetônico e Urbanístico de Alcântara, no Maranhão, é um dos mais notáveis testemunhos da história colonial brasileira. Tombado pelo Instituto do Patrimônio Histórico e Artístico Nacional (IPHAN) em 1948, o conjunto preserva um acervo arquitetônico que reflete a opulência e a decadência de uma cidade que já foi um dos centros econômicos mais importantes do Maranhão.

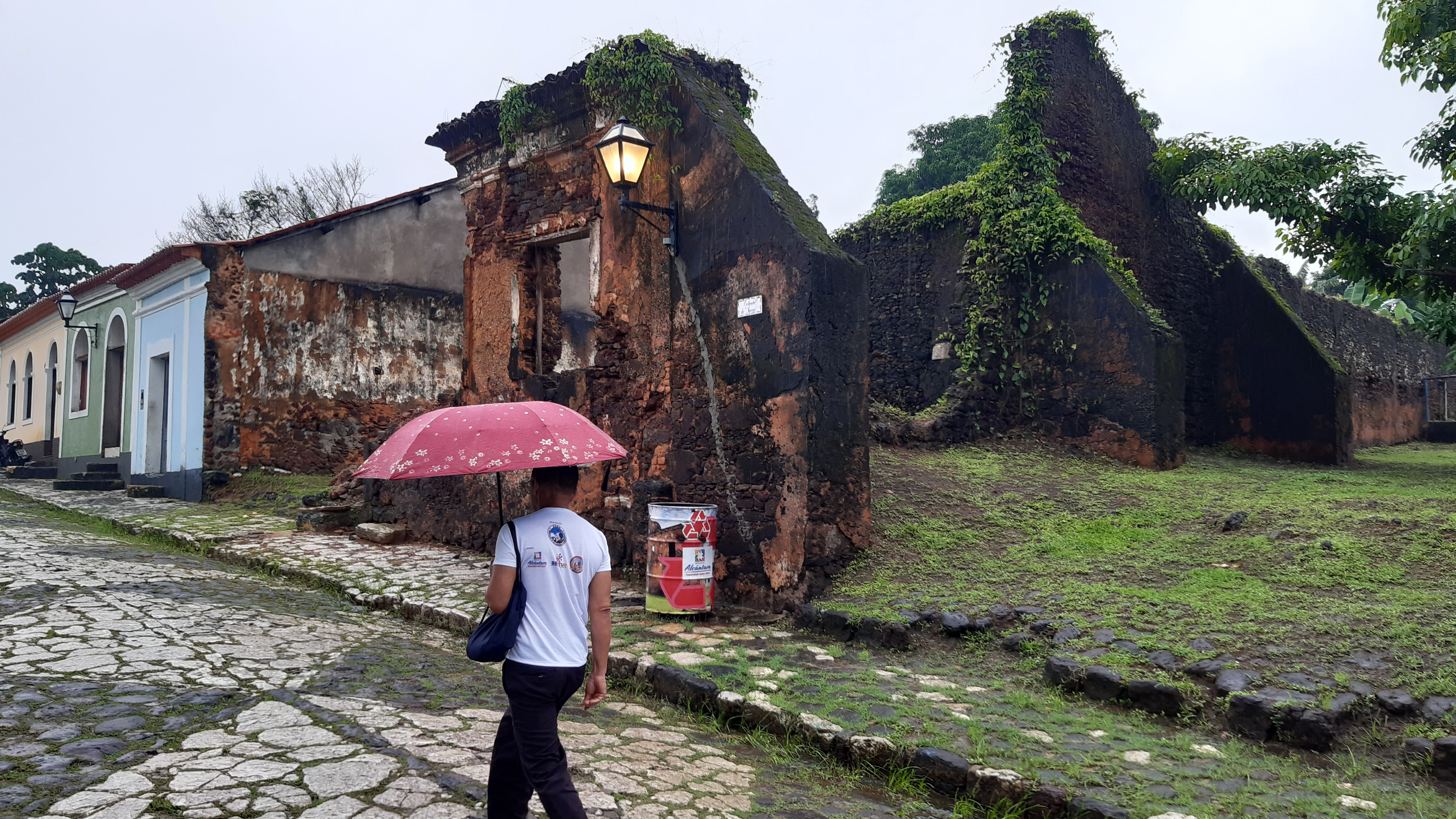

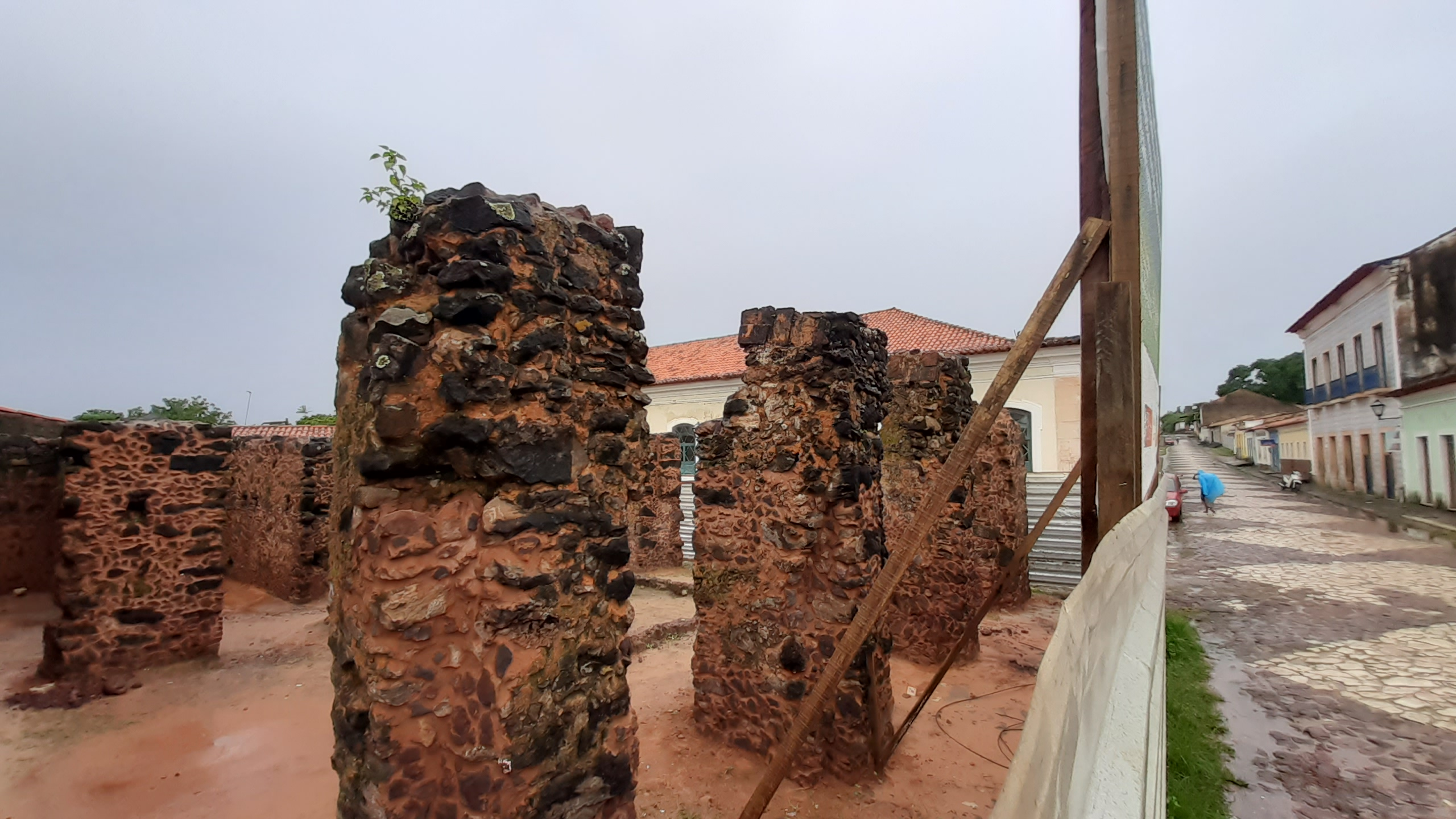

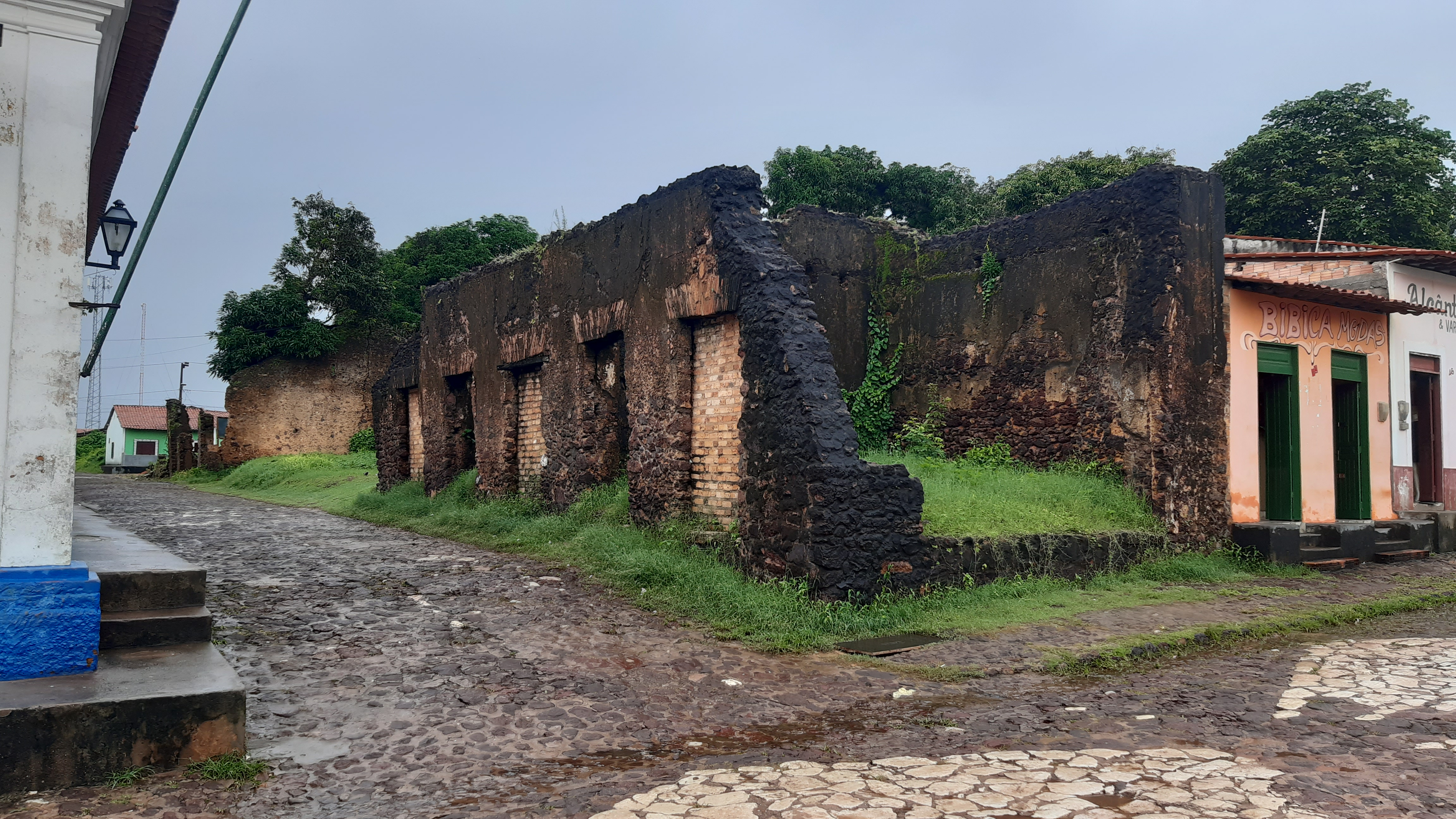

## História

### Período Colonial (Séculos XVII e XVIII)
A região do Maranhão, durante o século XVI, não despertava grande interesse de exploração nos portugueses, que a viam principalmente como um ponto estratégico para ocupação territorial, devido às atividades desenvolvidas em outras partes da colônia e à considerável distância física. Excluída do Tratado de Tordesilhas, a França iniciou incursões ultramarinas na região do Maranhão, buscando fundar a França Equinocial e reconhecendo-a como ponto estratégico para penetração territorial nas Américas. Em 1612, os franceses fundaram a cidade de São Luís, marcando essa tentativa de reivindicar sua parte na partilha do Novo Mundo.  Relatos de padres capuchinhos dessa época mencionam a existência de Tapuitapera, uma antiga aldeia dos Tapuias e Tupinambás, localizada no promontório entre as Baías de São Marcos e Cumã, onde hoje se encontra o Centro Histórico de Alcântara.
A invasão francesa ocorreu após a assinatura do Tratado de União Ibérica entre as coroas de Espanha e Portugal (1580), resultante de uma crise sucessória na dinastia de Avis no reino lusitano, desencadeada pela falta de herdeiros diretos ao trono do Rei Dom Sebastião, falecido na batalha de Alcácer-Quibir.  Apesar da união entre os reinos envolvidos, Portugal foi submetido às vontades da Espanha, situação que perdurou até meados de 1640. No Brasil, esse evento facilitou a penetração de luso-brasileiros no interior, além da Linha de Tordesilhas, e desencadeou invasões do território da colônia por nações inimigas da Espanha, como os franceses no Maranhão.   
Em 1615, os portugueses promoveram uma guerra de reconquista, da qual saíram vitoriosos, retomando o domínio de São Luís. Como os Tupinambás apoiaram os franceses, ocorreu um grande massacre da etnia, desmantelando a antiga Tapuitapera. Suas terras foram então doadas ao português Jerônimo de Albuquerque, originando a Capitania de Cumã e tendo como capital o arraial de São Mathias de Tapuitapera.   
Em 1648, período marcado pela elevação da produção agrícola e instalação dos primeiros engenhos de açúcar, São Mathias foi elevada a vila, passando a se chamar Santo Antônio de Alcântara, em homenagem à Quinta de Alcântara, em Portugal, por iniciativa do então proprietário, o desembargador Antônio Coelho de Carvalho.  A Casa de Câmara e Cadeia e o Pelourinho foram erguidos, simbolizando a vigência da lei e da ordem e marcando o surgimento do Centro Histórico.  
Com a criação da Companhia de Comércio do Grão Pará e Maranhão, em 1756, pelo Marquês de Pombal, a Vila de Alcântara vivenciou um intenso processo de desenvolvimento econômico. Com o uso massivo de mão de obra escravizada africana, ferramentas e novas sementes, Alcântara se consolidou, entre a segunda metade do século XVIII e a primeira do século XIX, como importante ponto de produção e entreposto comercial de produtos da Baixada Maranhense com São Luís. Nesse período, o Centro Histórico se configurou aproximadamente como é conhecido hoje, com seus imponentes sobrados e igrejas. Alcântara destacou-se nacionalmente pela economia de exportação, baseada na mão de obra escrava que sustentava a elite local.

## Decadência e Abandono (Século XIX e XX)
Entretanto, esse período de prosperidade foi relativamente curto, pois o sistema que sustentava a riqueza alcantarense começou a mostrar sinais de falência no início do século XIX.  Vários fatores contribuíram para isso, como o aumento e desenvolvimento da produção de algodão nos Estados Unidos, que causou a queda do preço do produto no Maranhão. O fator decisivo para a desarticulação da lógica socioeconômica da aristocracia rural foi a Abolição da Escravatura em 1888.  Nesse período, a conformação territorial do município se modificou completamente, aliada a um complexo processo de transformação étnica e social que ainda hoje se revela através do arcabouço cultural que envolve o município, especialmente sua zona rural, descendente dos antigos aldeamentos de ex-escravos, ou seja, suas comunidades quilombolas. O século seguinte foi marcado pela inércia socioeconômica, com o acesso à cidade tornando-se difícil e seu isolamento inevitável.   
Conforme Pflueger (2018), na primeira metade do Século XX, a cidade permaneceu em estado de inercia. A inexistência de projetos pra alavancar a economia rural e urbana delegou a cidade uma paralização no tempo. Em 1950, houve a decisão por parte do governo estadual de implantar o presídio público na cidade. Com isso, seus edifícios sofreram um processo de arruinamento decorrente da estagnação econômica, do abandono e de alguns atos da população empobrecida da localidade. Alcântara também foi excluída dos grandes projetos realizados no estado do Maranhão entre os anos de 1890 e 1960. 
Ainda assim, Alcântara se dinamizou na contramão de sua bagagem cultural quando, no início da década de 1980, o Centro de Lançamento Aeroespacial (CLA) foi instalado no município. O que poderia ter sido visto como um passaporte para o desenvolvimento transformou-se em um pesadelo: a retirada sumária de comunidades quilombolas de seus locais seculares de moradia, muitos deles sagrados, obedecendo à lei que desapropria a maior parte da área do município para a implantação do empreendimento militar. Mais de 20 anos após esse acontecimento, as cicatrizes deixadas nas práticas sociais e ecológicas das comunidades afetadas pela implantação do CLA são inegáveis. No entanto, essa ferida impulsionou a organização social de uma população que carrega, em suas memórias e vivências, as mais valiosas matrizes culturais maranhenses, ajudando a conservar na antiga terra de Tapuitapera a simpatia interiorana e a afável acolhida aos visitantes. Conhecer Alcântara hoje significa franquear-se à possibilidade de uma experiência única de imersão na intangibilidade que sustenta o patrimônio material.

## Tombamento e Preservação (Século XX e XXI)
O valor histórico e arquitetônico de Alcântara foi reconhecido em 1948 com o tombamento do seu conjunto arquitetônico pelo IPHAN. O Instituto do Patrimônio Histórico e Artístico Nacional (IPHAN) tem atuado na recuperação e proteção do Núcleo Histórico Urbano de Alcântara desde 1948, ano em que a cidade foi elevada a Patrimônio Nacional. Esta medida visava proteger as ruínas e os edifícios remanescentes, buscando garantir a preservação da memória do período colonial.    
O tombamento é um instrumento legal que coloca o interesse público acima do individual, em função do interesse coletivo pela preservação da cultura. Por meio desse instrumento, monumentos centenários são protegidos da destruição e descaracterização, tanto no Brasil quanto em outros países.  O pedido de tombamento geralmente parte da sociedade organizada e é encaminhado ao Estado, sendo avaliado tecnicamente pelo IPHAN em nível federal. Após avaliação técnica preliminar, o pedido é submetido à deliberação da unidade técnica do IPHAN responsável pela proteção dos bens culturais no estado.   
Ao longo das décadas seguintes ao tombamento, foram realizados esforços de conservação e restauração, embora a extensão do sítio histórico e a magnitude dos danos representassem desafios significativos. Em 1971, os arquitetos Pedro e Dora Alcântara elaboraram um Plano de Recuperação para a cidade, buscando modernizar Alcântara e adaptá-la às necessidades da época, ao mesmo tempo em que se preservava seu patrimônio histórico. No século XXI, o turismo cultural passou a desempenhar um papel importante na economia local, incentivando a busca por investimentos e a implementação de projetos de revitalização do conjunto arquitetônico.

## Arquitetura
O Conjunto Arquitetônico de Alcântara exibe características marcantes da arquitetura colonial portuguesa, adaptadas ao contexto e aos materiais locais. As construções refletem a história da cidade, desde o seu período de prosperidade até a sua decadência, e demonstram a influência de diferentes estilos e técnicas construtivas.   

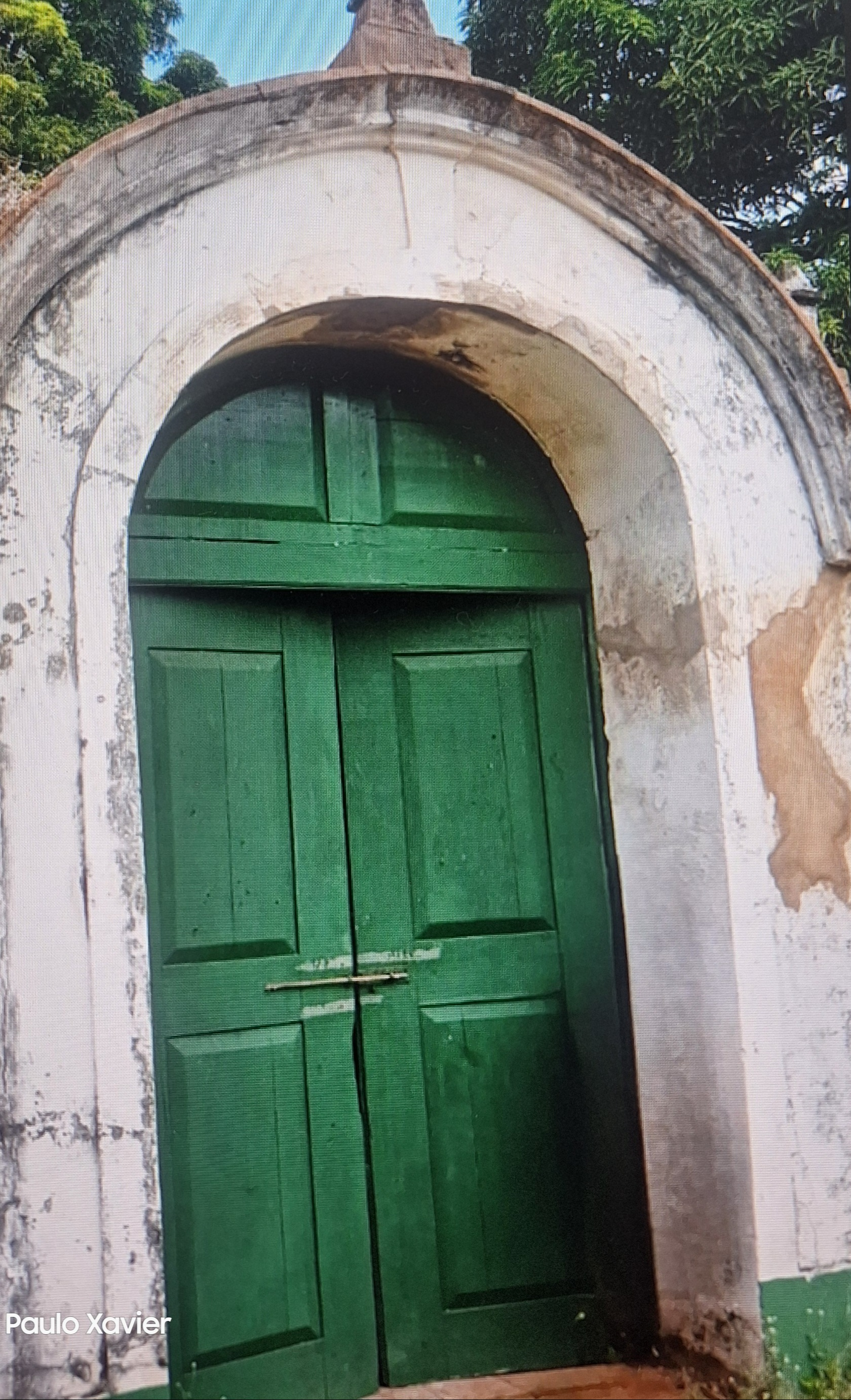
Passos da Paixão de Cristo

A composição arquitetônica de Alcântara ainda hoje é homogênica e original com aspectos bem definidos. Essa pode ser dividida em arquitetura religiosa, arquitetura militar, arquitetura civil, ruínas e arquitetura vernacular. Da arquitetura religiosa do século XVII, Igrejas e Conventos do Carmo, Mercês e Igreja da Matriz, pontos focais da origem da aldeia religiosa, a única que se preservou inteira foi a Igreja do Carmo. Há também cinco Passos da Paixão que se encontram fechados ou em estado de abandono. São pequenas capelas destinadas às procissões.
A arquitetura militar pode ser caracterizada pela fortaleza de São Sebastião construída no Século XVIII. Atualmente, a mesma encontra-se totalmente destruída, restando apenas algumas ruínas. A arquitetura civil de Alcântara é muito homogênea apesar da superposição simultânea de dois tipos de construção: uma da aristocracia e a outra popular.

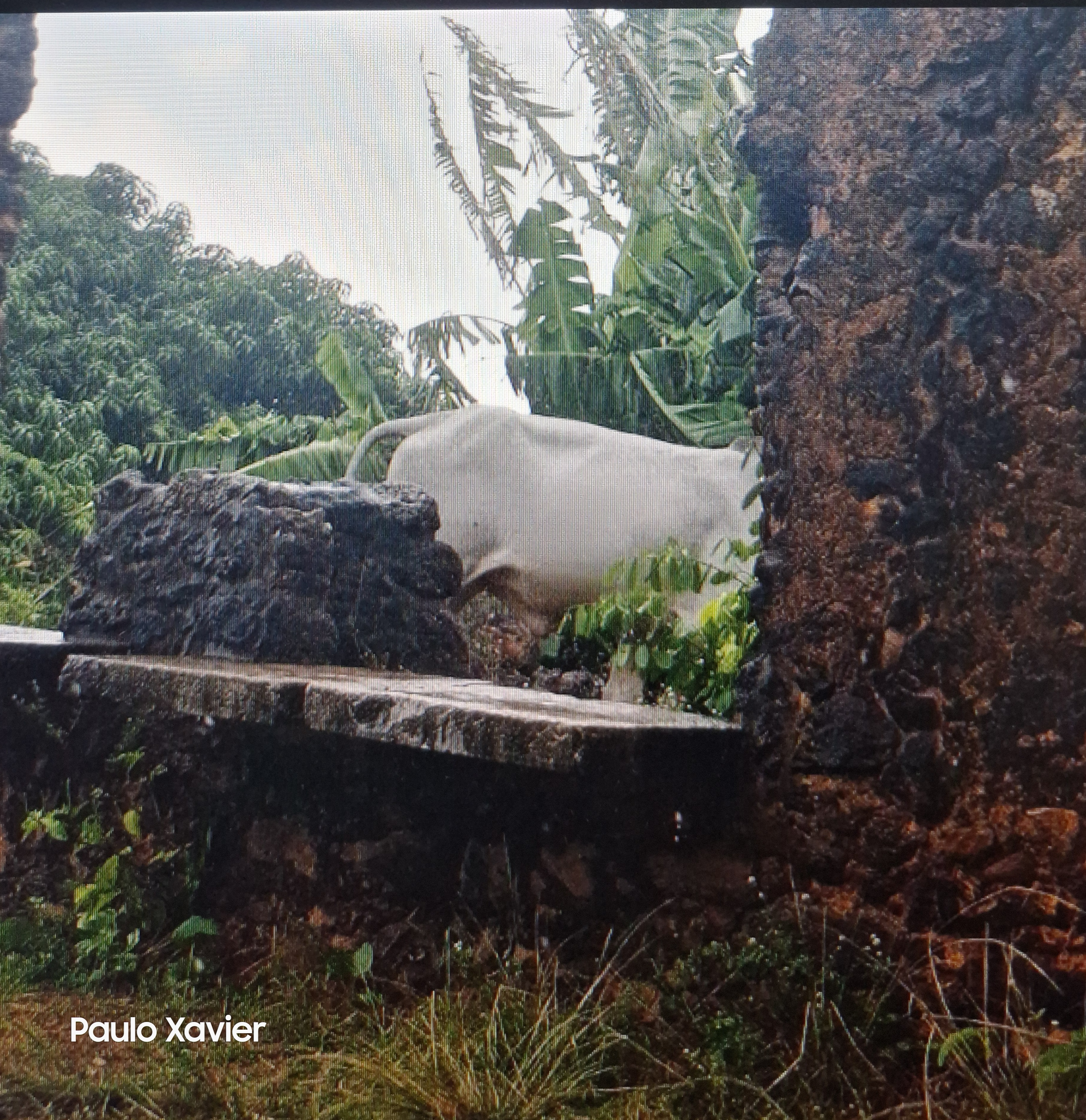
Ruínas da Rua da Amargura

Já as ruínas constituem uma característica muito popular do conjunto arquitetônico de Alcântara. Essas estão dispersas tanto na área urbana quanto na zona rural. Remanescente das antigas casas das fazendas e na sede, onde existe um número significativo dessas: ruínas da Igreja Matriz, ruínas da casa do Barão de Pindaré, Ruínas da Rua da Amargura.
Coforme Lopes (2008), as Ruínas da Rua da Amargura iniciam-se pelas Ruínas de Santa Quitéria um percurso que demonstra o declínio econômico de Alcântara. Anteriormente chamada de Bela Vista, a rua da Amargura já não possui os imponentes sobrados de outrora, todos arruinados pela ação do tempo e pelo declínio da cidade.
Principais Características:
Principais Características:

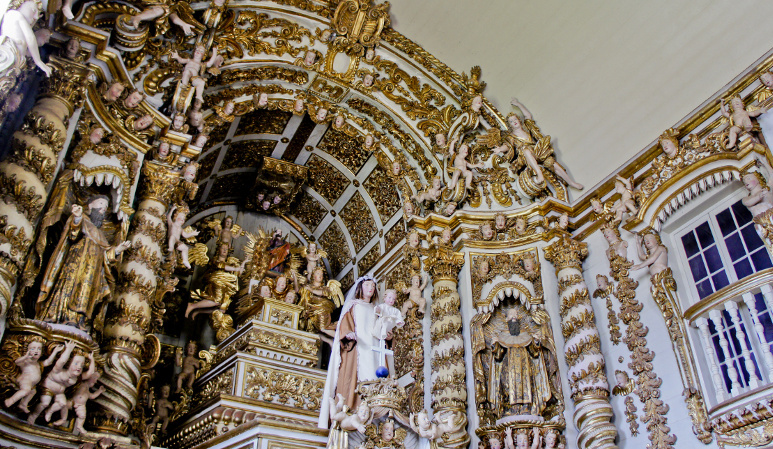
Interior da Igreja de Nossa Senhora do Carmo

- Casarões: Alcântara é conhecida por seus imponentes casarões, construções residenciais de múltiplos pavimentos que serviam como moradia para a elite local.  Esses sobrados são caracterizados por suas fachadas elaboradas, grandes janelas e varandas, elementos que refletem o poder econômico de seus proprietários.    
  - As fachadas dos edifícios frequentemente apresentam frisos, cimalhas e beirais, com empenas revestidas por argamassa à base de cal e areia/argila.  A pintura era realizada com cal e água, e, em alguns casos, utilizavam-se painéis de azulejos portugueses policrômicos.   
  - As fachadas internas, em comparação com as de São Luís, tendem a ser mais despojadas.  Varandas abertas, com balaustradas em madeira, são elementos comuns, refletindo a informalidade do ambiente residencial da aristocracia rural.[5]
- Igrejas: Os templos religiosos são um componente essencial do conjunto arquitetônico, representando a importância da religião na sociedade colonial. Exemplos notáveis incluem a Igreja Matriz de São Matias, a Igreja do Carmo e a Igreja de São Francisco, que exibem características da arquitetura religiosa colonial, como fachadas ornamentadas e torres sineiras.[5]
- Edificações Históricas e Ruínas: A cidade preserva ruínas de construções que desempenharam papéis administrativos e comerciais, como a Casa da Câmara e Cadeia e o Pelourinho, símbolos da lei e da ordem na época colonial.  A presença de numerosas ruínas por toda a cidade é uma característica marcante, testemunhando o tempo e as transformações históricas.[5]
- Materiais e Técnicas Construtivas: A arquitetura de Alcântara utiliza materiais e técnicas tradicionais, como o uso da cal nas argamassas e pinturas apropriadas ao ambiente. A pedra de cantaria, predominante nos imóveis, é o lioz, utilizado em elementos como balcões, molduras de vãos e pisos.[5]  Ruína da Igreja da Ordem Terceira de São Francisco de Assis

Preservação e Intervenções:

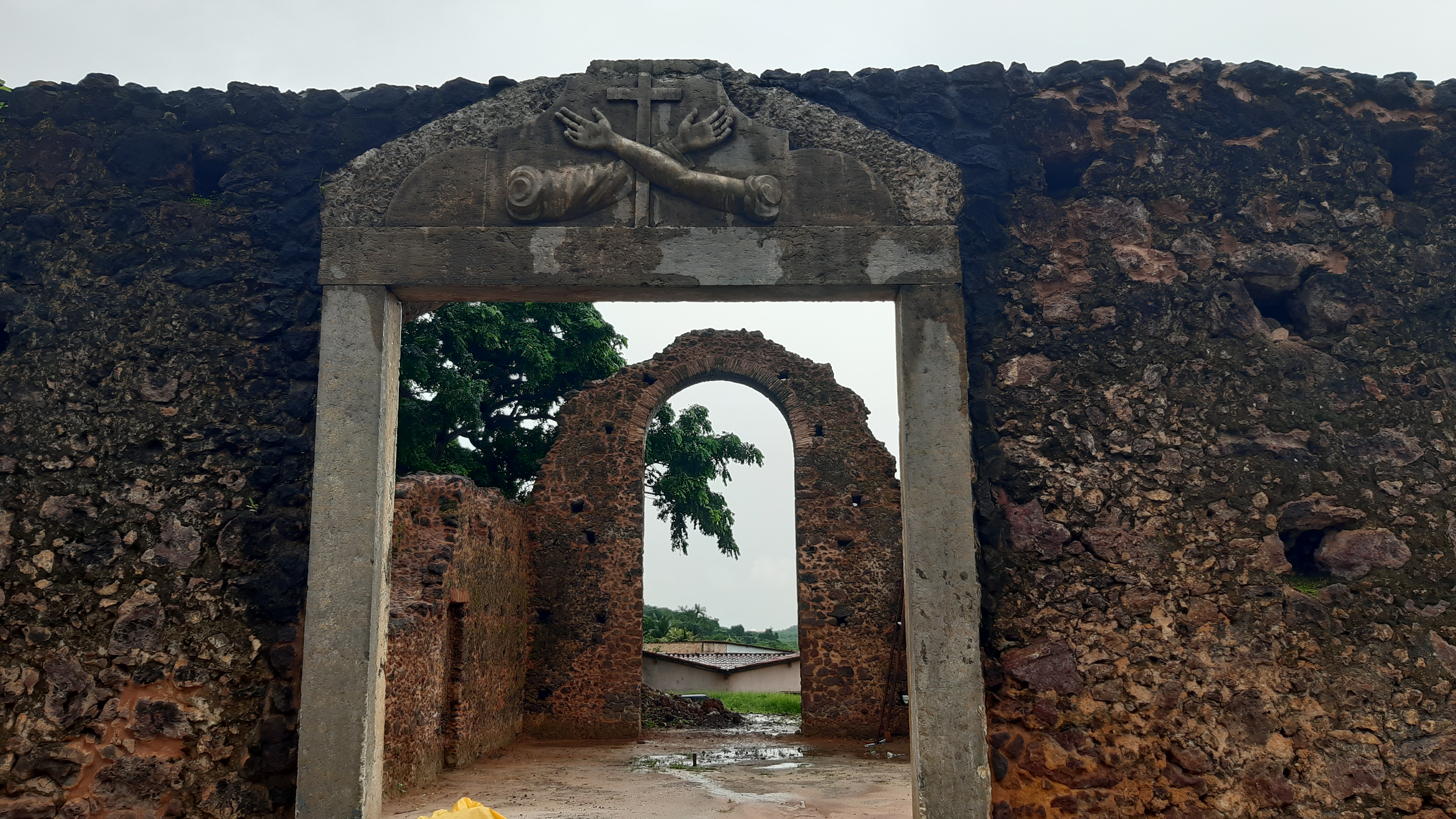
Ruína da Igreja da Ordem Terceira de São Francisco de Assis

- O Instituto do Patrimônio Histórico e Artístico Nacional (IPHAN) desempenha um papel fundamental na preservação do conjunto arquitetônico, estabelecendo diretrizes para intervenções em imóveis tombados.
- Projetos de reforma, restauro e novas edificações devem ser analisados e aprovados pelo IPHAN, seguindo o Plano de Preservação da Cidade de Alcântara.
- A preservação da autenticidade dos materiais e técnicas construtivas é uma prioridade, buscando manter a integridade histórica do conjunto.[5]

## Os Conjuntos Urbanos Arquitetônico
De acordo com Pflueger (2002), os conjuntos urbanos representam um espaço de monumentalidade. Em Alcântara encontram-se os conjuntos urbanos da Praça da Matriz, do Carmo e das Mercês. Para uma melhor compreensão, esses serão destrinchados de forma mais pormenorizada. 
Conjunto Urbano da Praça da Matriz
A praça da Matriz constitui-se na síntese histórica da ocupação territorial de Alcântara. Estudos arqueológicos indicam que esse lugar foi ocupado por índios da aldeia de Tapuitapera. Além disso, foi o coração da vila portuguesa de Santo Antônio de Alcântara com a implantação dos monumentos de grande significância: Matriz, Pelourinho, Câmara, Porto e Praça.

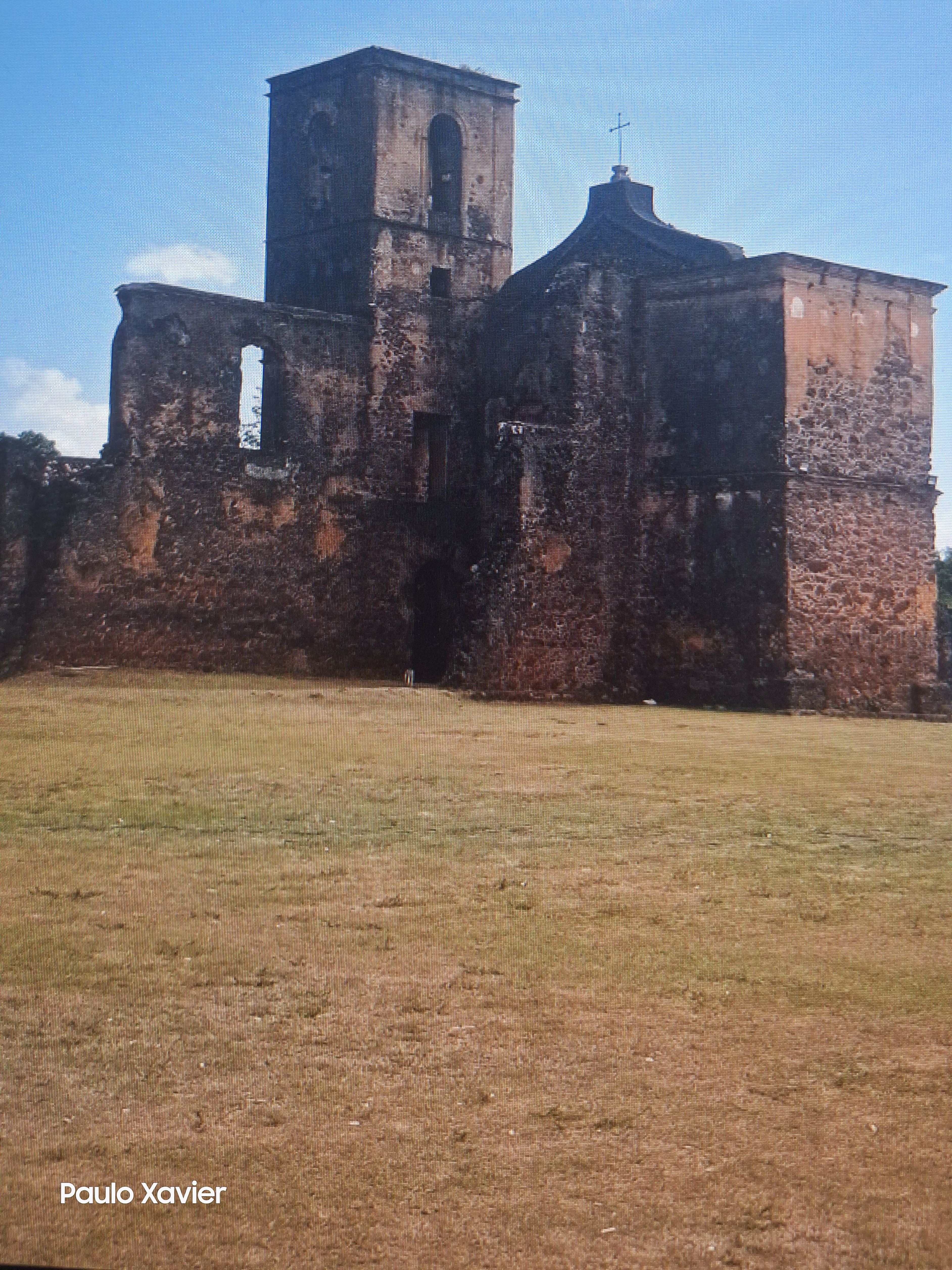
Igreja Matriz de São Matias

A igreja Matriz: De acordo com Lopes (2008), já existia no século XVII a Matriz da freguesia de São Matias, sendo sua construção atribuída a um dos primeiros governantes, Matias de Albuquerque. Apresenta fachada colonial simétrica, com frontão curvilíneo encima por cruz de ferro e abertura óculo central. A portada principal apresenta-se em cantaria lioz, composta por frontão também em pedra. De suas características originais poucos são os registros iconográficos que se preservaram.

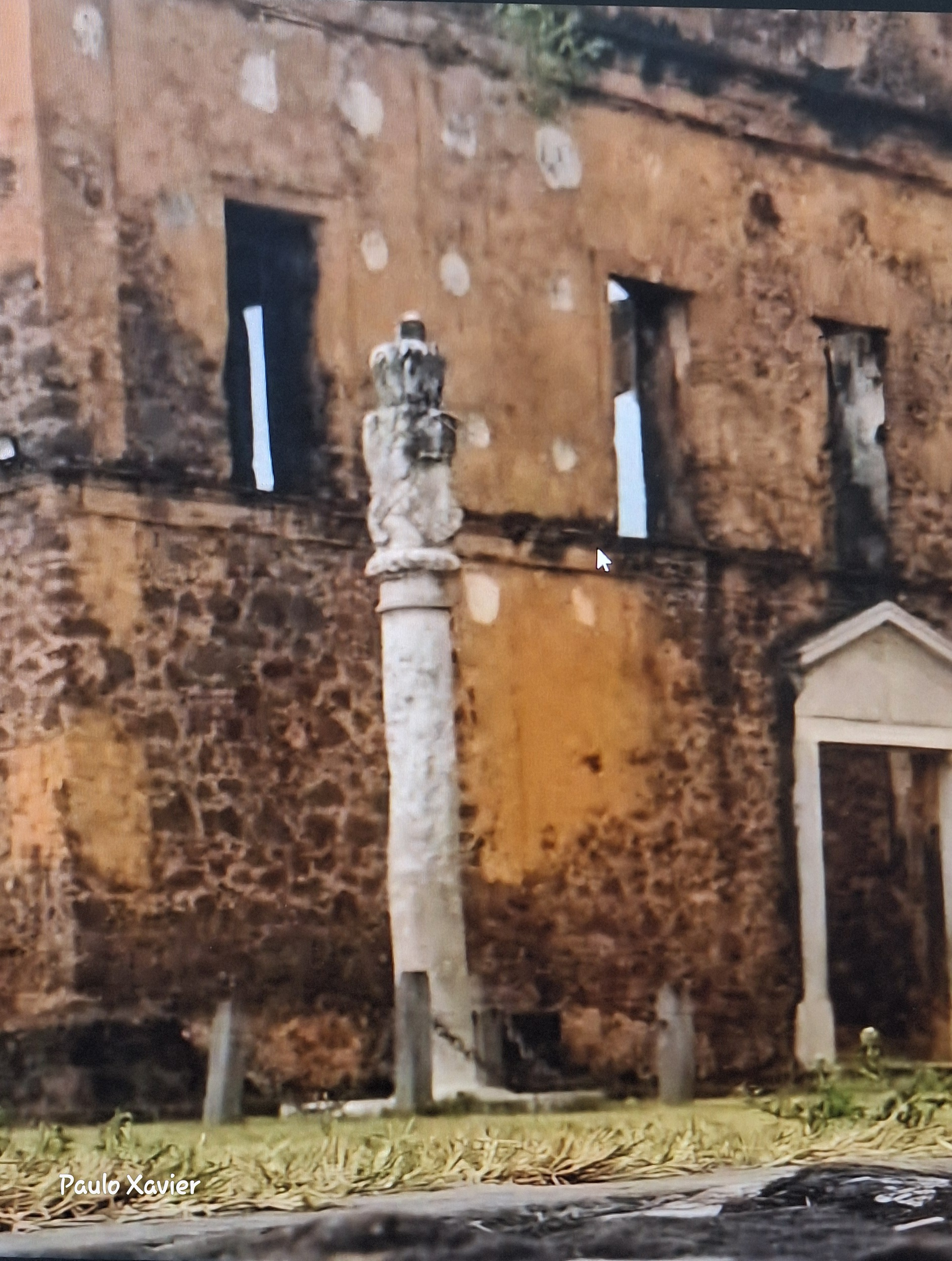
Pelourinho, Praça da Matriz

Pelourinho: O pelourinho de Alcântara foi implantado em 1648 como monumento simbólico da autoridade da câmara e prerrogativa dos municípios portugueses. Representou no século XVIII o local de castigos corporais e de torturas públicas. A peça é uma esbelta coluna de pedra de cantaria de base simples.

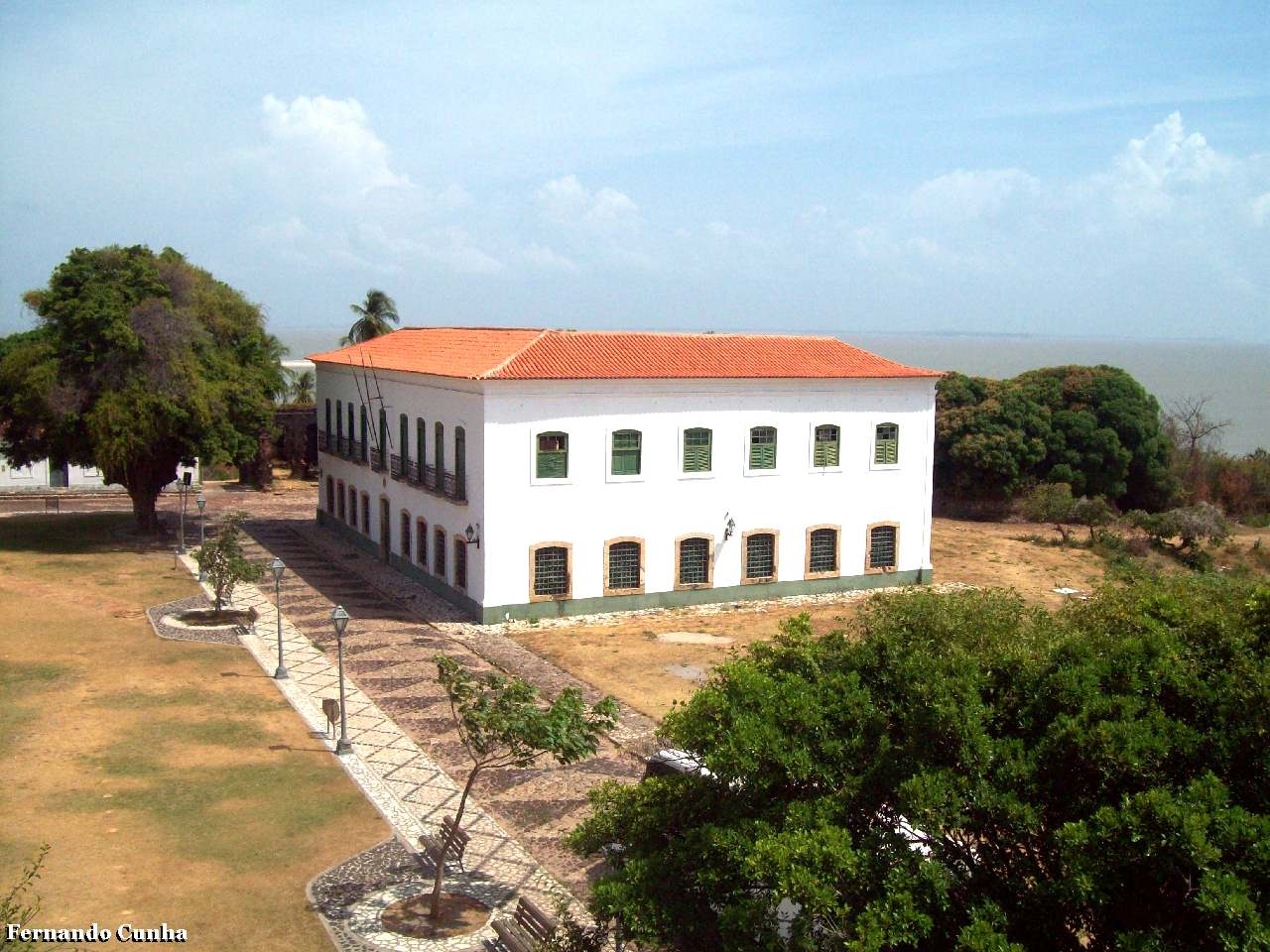
Casa de Câmera e Cadeia

Casa de Câmera e Cadeia: Erigida por lei para elevação do arraial à vila, não se sabe exatamente a data da construção deste edifício, possivelmente seja do final do século XVIII. Construída para abrigar o governo local, chegou abrigar a Penitenciária Estadual até parte do século XX. Posteriormente, foi transformada em Prefeitura Municipal e Câmara de Vereadores.

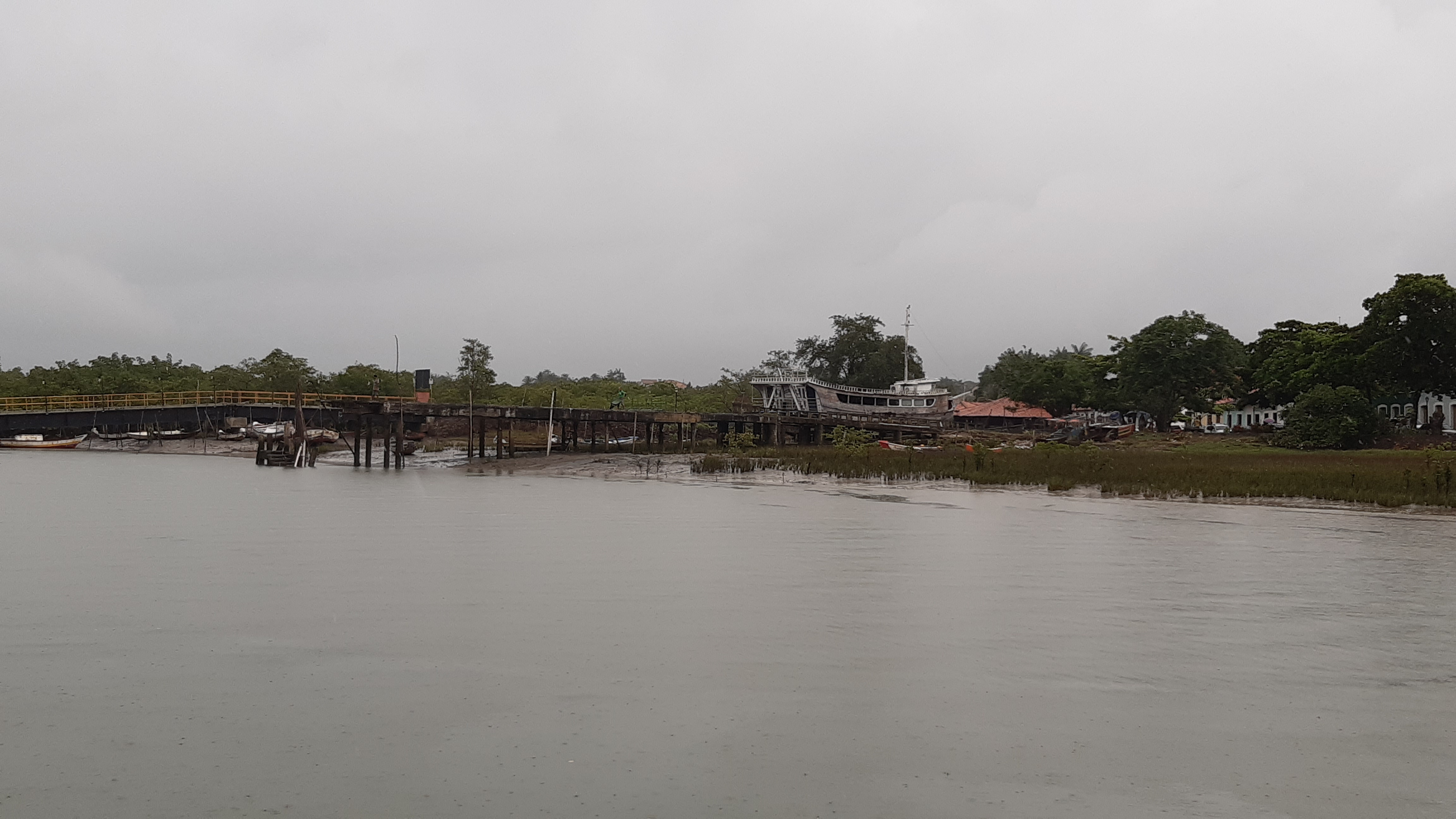
Porto do Jacaré, Alcântara, Maranhão

Porto: A referências da existência de dois portos em Alcântara: o atual, denominado de Porto do Jacaré, localizado no Igarapé do Jacaré; e o antigo porto, denominado Porto da Laje, situado na Praia dos Barcos. A substituição do antigo porto no final do século XVIII, pelo atual, denominado de “Cais do Jacaré”, situado ao lado do Igarapé do Jacaré, deu-se pela melhor acessibilidade.
Praça: A praça encontra-se de costa para o mar, ou seja, a Baia de São Marcos. O quadrado da praça irradia quatro ruas da cidade: Rua Grande, Rua de Baixo, Rua das Mercês e o Beco Escuro.
Conjunto Urbano do Carmo
De acordo com Pflueger (2002), o conjunto urbano do Carmo encontra-se situado à beira-mar de modo que as torres da igreja podem ser identificadas pelas embarcações ao mar. 

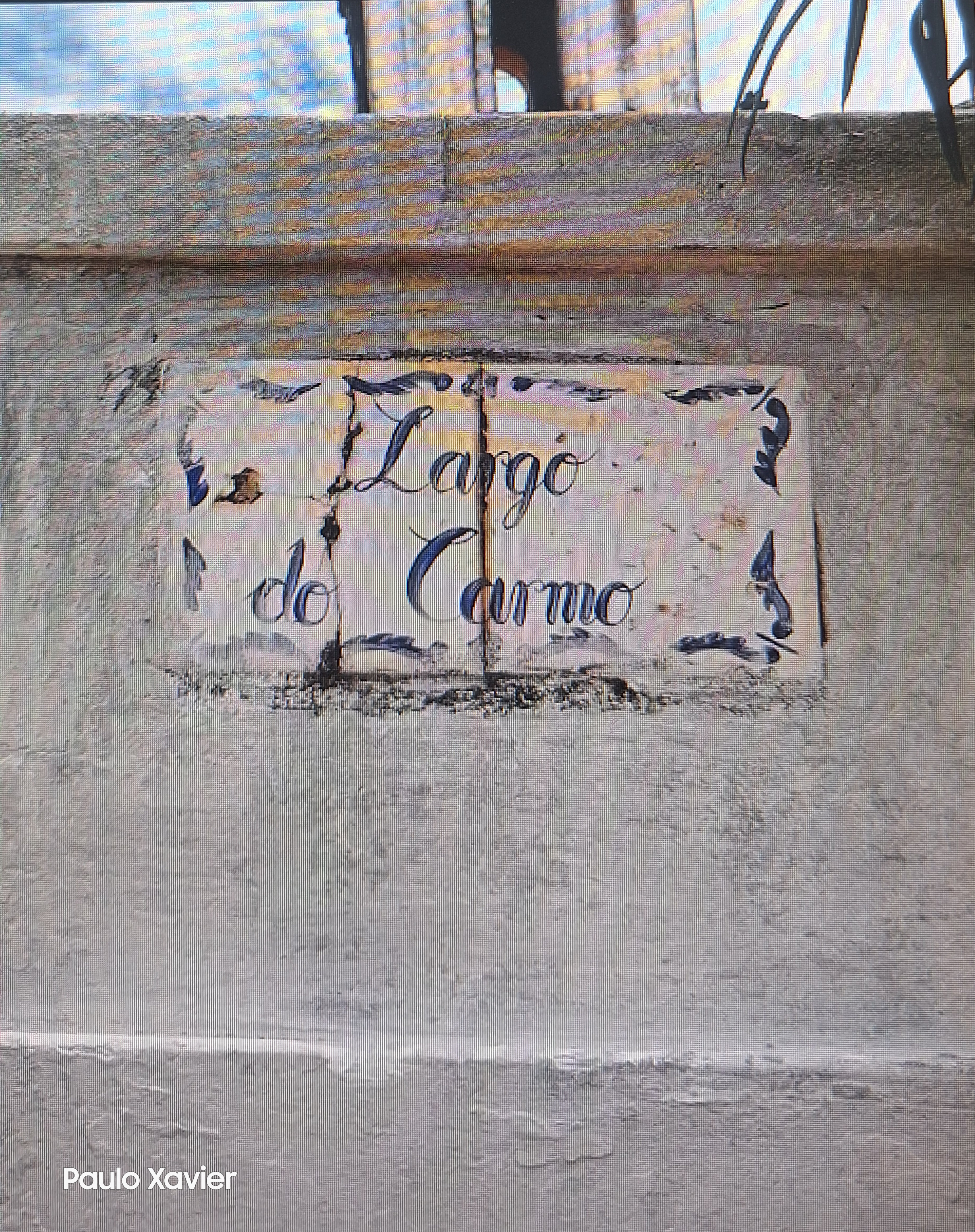
Largo do Carmo

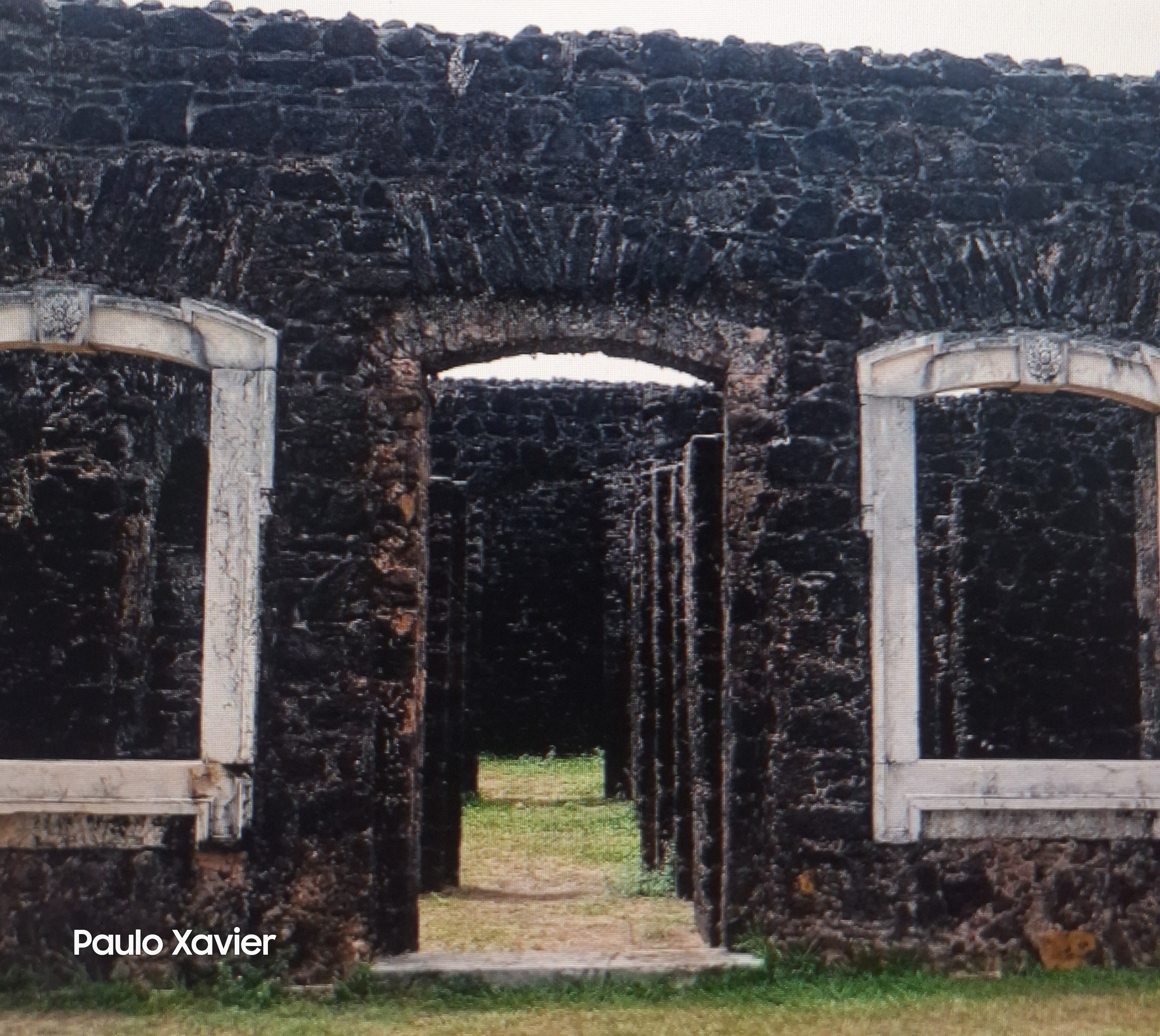
Ruínas do Palácio do Barão do Pindaré

Largo: O largo possui formato retangular, recortado por quatro ruas que o ladeiam, é formado por igreja, convento com pátio frontal e em sua volta situam-se: as Ruínas do Palácio do Barão do Pindaré; na lateral da Rua Grande, o sobrado dos padres; atrás, as edificações térreas da Rua do Sossego.
Ruínas do Palácio do Barão do Pindaré: Encontra-se entre as ruínas mais conhecidas de Alcântara. Essa popularidade se deve à curiosa história motivadora. Tem-se que D. Pedro I, após coroado Imperador, comprometeu-se visitar a Província e também a cidade de Alcântara. Divulgada a notícia, duas famílias tradicionais, de rivalidade conhecida, iniciaram a construção, cada qual por iniciativa própria, de dois palácios para possível hospedagem do imperador. O mais curioso é que tal disputa não teve vencedor, pois o imperador não chegou a visitar Alcântara. Sem motivação e já sentido os efeitos do declínio econômico, ambas as construções não foram terminadas.

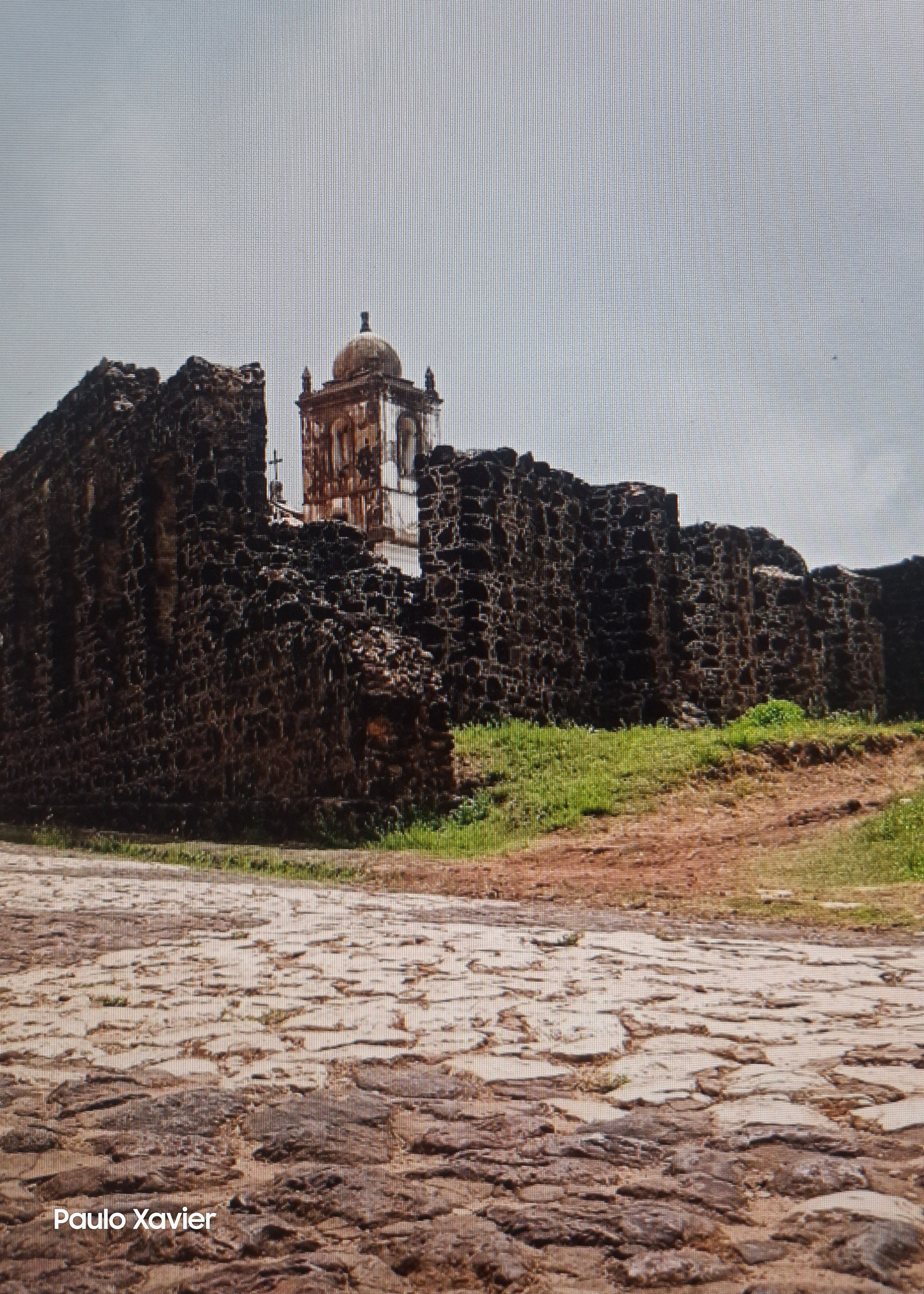
Ruínas Barão do Mearim

Ruínas do Barão do Mearim: Nasceu no século XIX, da forte rivalidade com a família Costa Ferreira, em uma disputa para hospedar o imperador. Conhecida como o primeiro palácio do imperador, a imponente ruína faz fronteira com o largo da Igreja do Carmo. Essa mesma disputa originou também uma especiaria muito consumida na localidade, o doce de espécie. Coloca-se que o mesmo foi criado diante da euforia da possível venda do imperador a localidade.

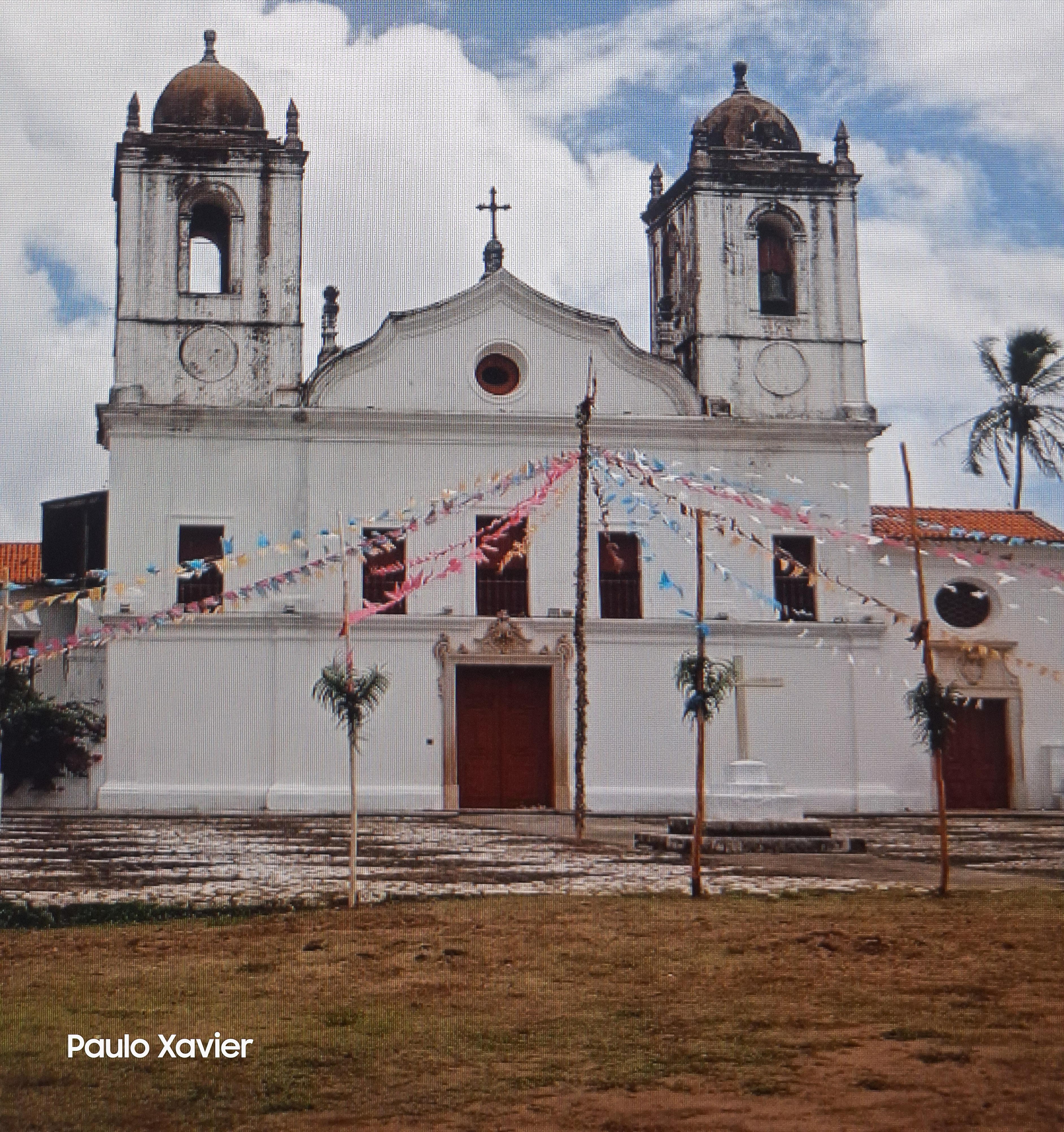
Igreja de Nossa Senhora do Carmo

Igreja de Nossa Senhora do Carmo: Localizada no coração do centro histórico da cidade, a Igreja de Nossa Senhora do Carmo constitui-se em um dos principais monumentos religiosos do Maranhão. Possui fachada simétrica, destacando-se as portadas de acesso, as feições rococós, esculpidas em cantaria lioz. Na portada lateral de acesso ao alpendre, destaca-se o brasão lavrado com as armas da ordem dos Carmelitas.
Conjunto Urbano das Mercês

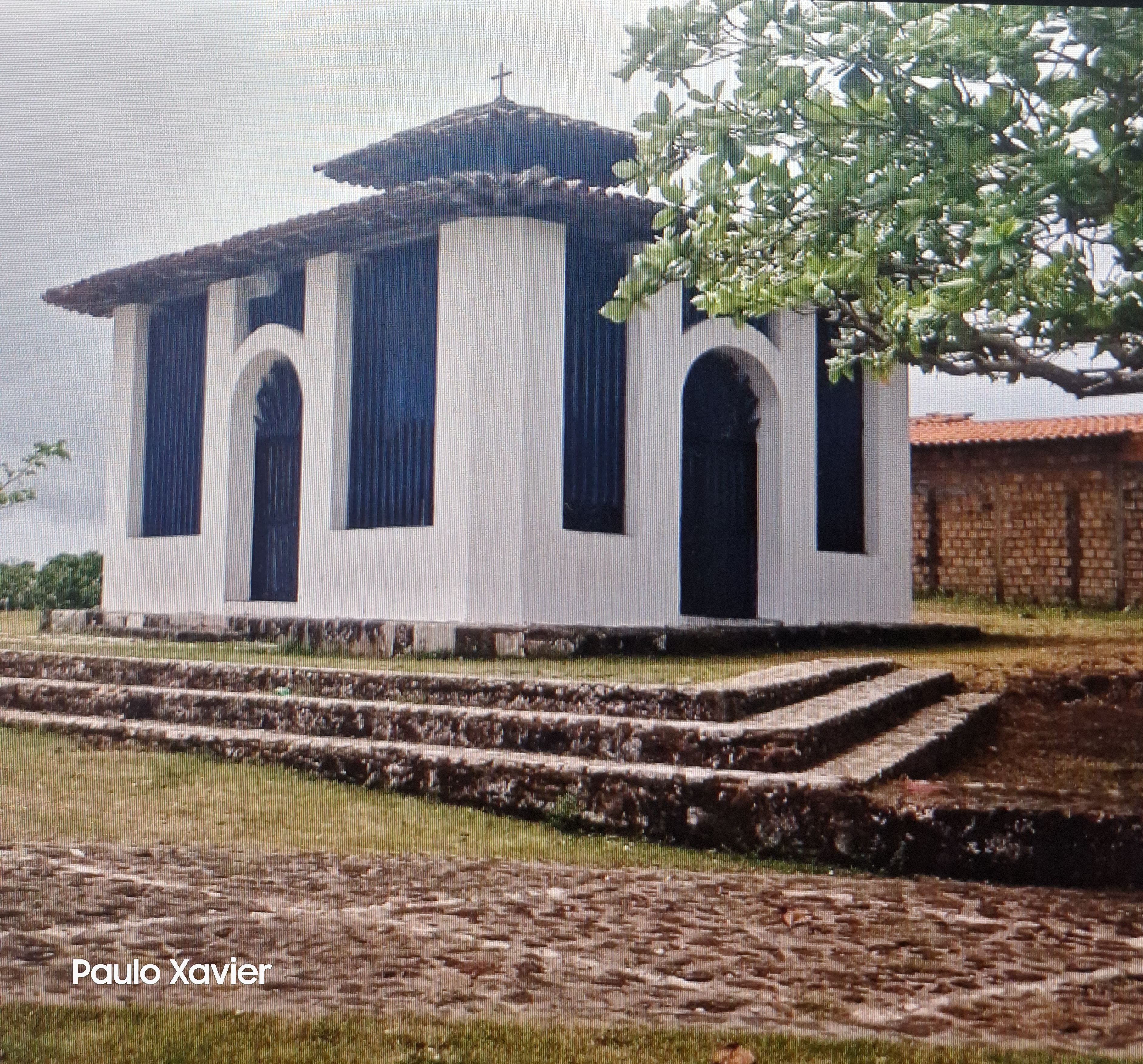
Capela Nossa Senhora das Mercês

Pflueger (2002) afirma que o conjunto urbano das Mercês encontra-se situado em terreno destacado, alto e visível da costa do mar, em área triangulada onde estavam implantados a igreja e convento dos mercedários. 

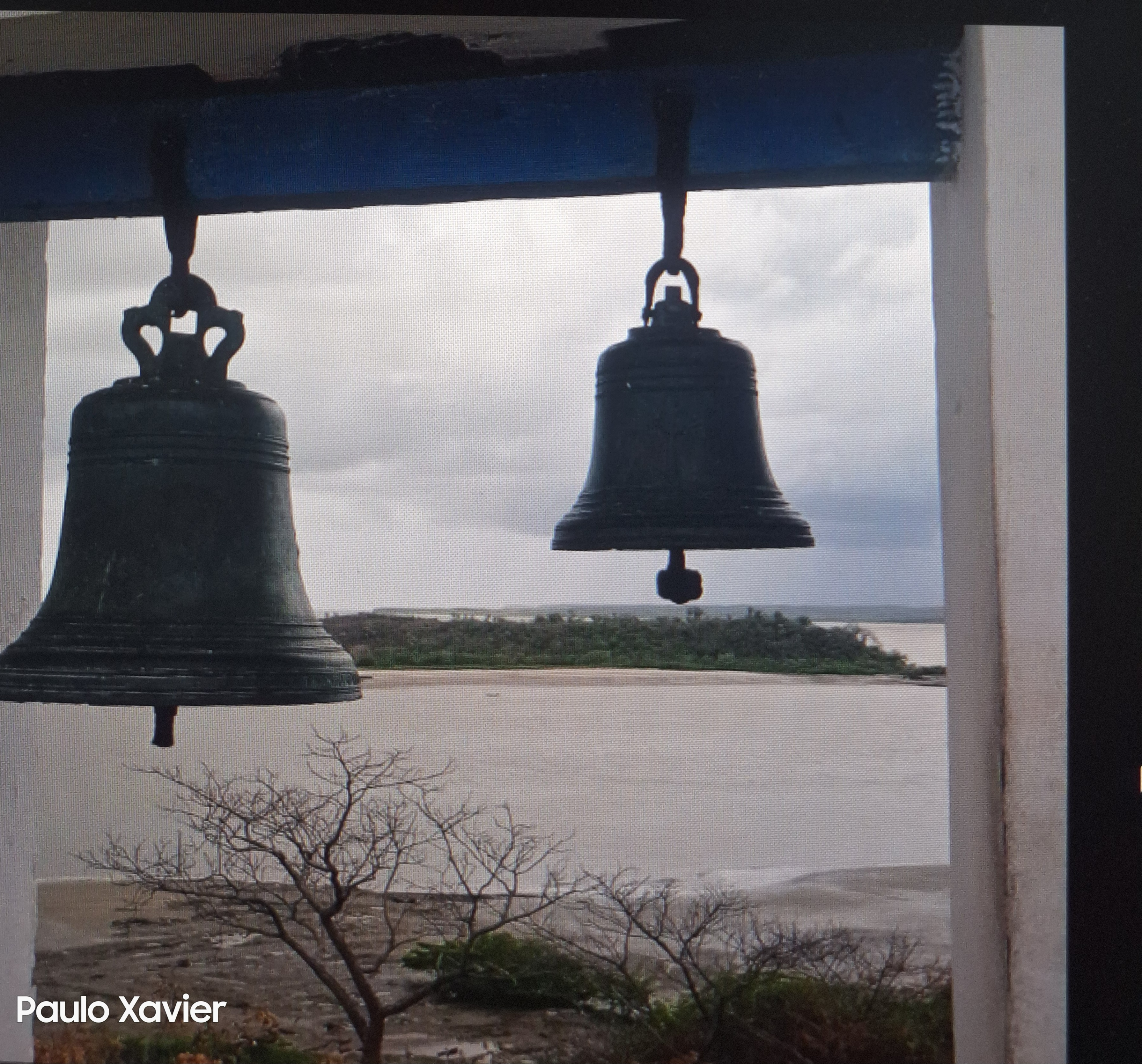
Sinos da Igreja das Mercês

Capela de Nossa Senhora das Mercês: Construída em alvenarias de adobe e datada do século XIX, a pequena Capela das Mercês adorna o Largo dedicado à mesma santa. De planta quadrangular, coberta em quatro águas encimada por pequeno lanternim e beirais encachorrados, a capelinha apresenta paramento vazado em madeira e frontão simplório em arco pleno e cru latina.

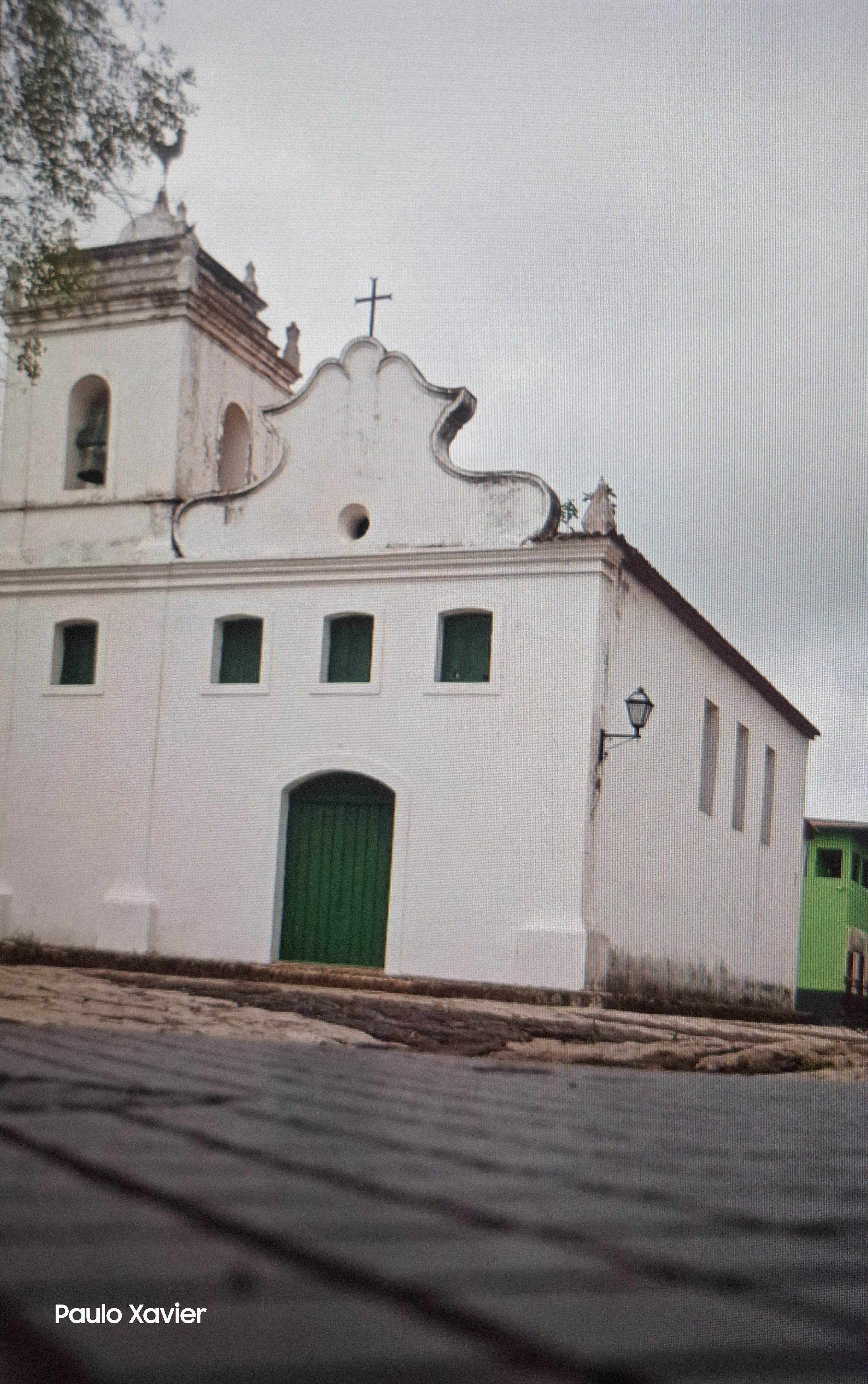
Igreja de Nossa Senhora do Rosário dos Pretos

Largo: É uma região de destaque no traçado, estruturadora do espaço urbano, funcionando também como um local de descanso do percurso de elevação topográfica do sítio.

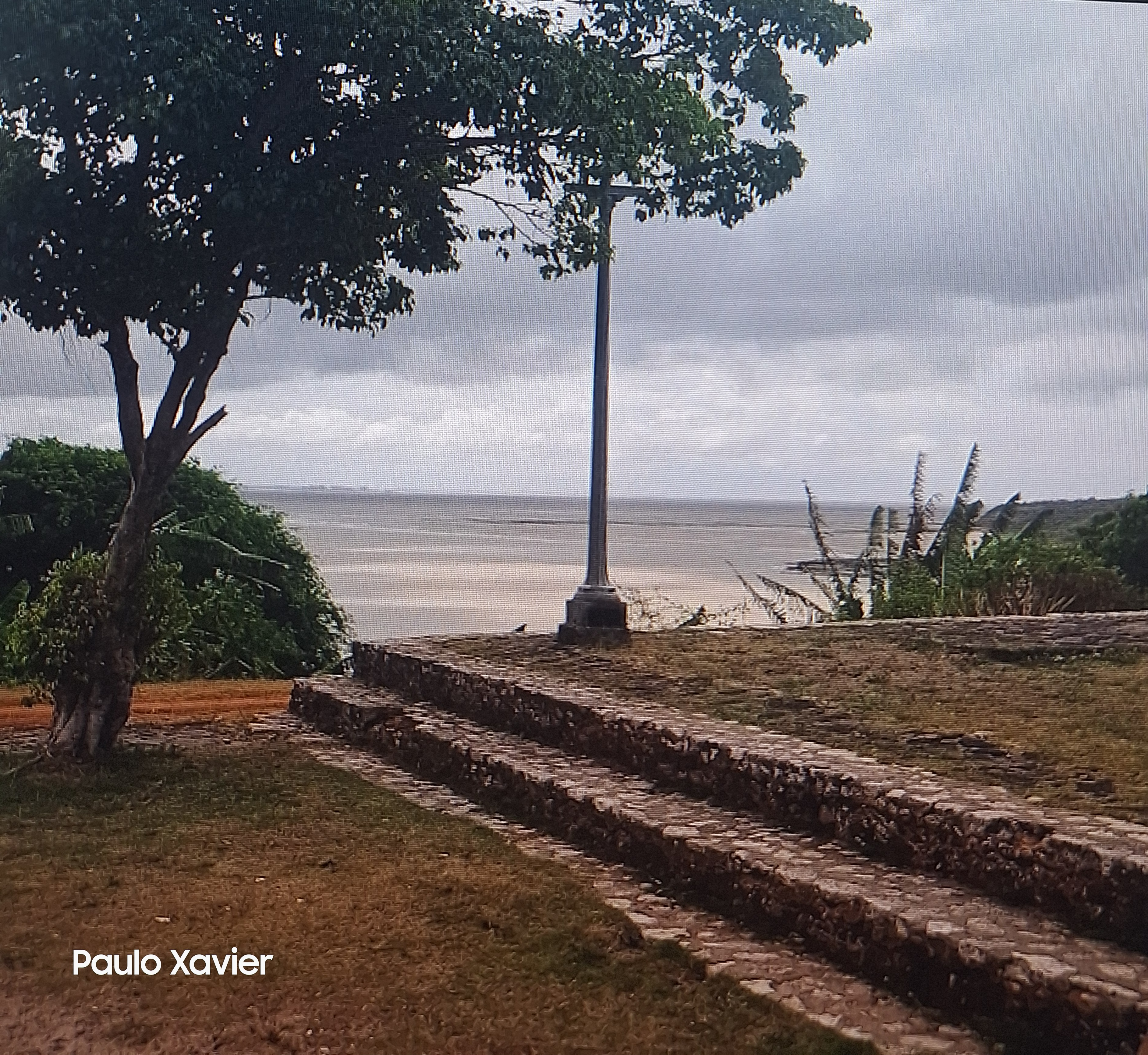
Largo das Mercês

Por fim, também pode-se destacar o Largo do Rosário, sendo a obra arquitetônica de maior visibilidade a Igreja de Nossa Senhora do Rosário dos Pretos e Adro. Essa solidamente edificada no Século XVIII pelos escravos da região de Alcântara por meio da Irmandade de Nossa Senhora do Rosário, demonstra-se a fé depositada na intercessão dessa santa. Corrobora-se que as missas nessa igreja tinham que ocorrer em horário não conflitantes com os ritos religiosos da população branca local. Já que os escravos tinham que levar seus senhores as missas.

## Galeria

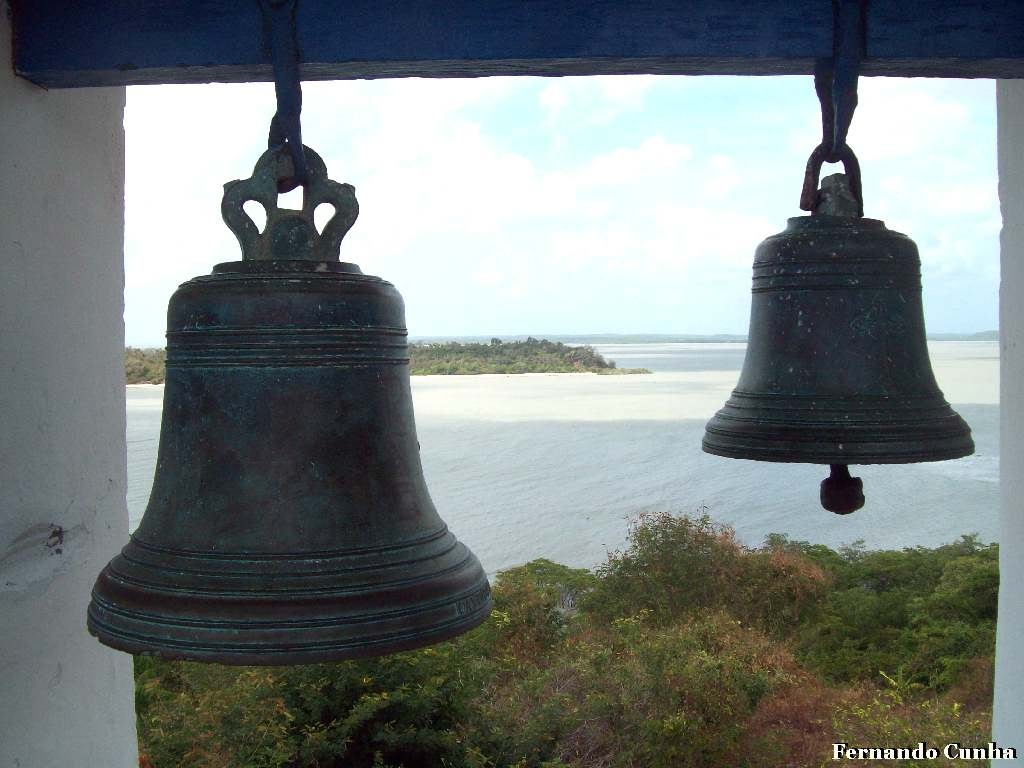
Antigo campanário da Capela de Nossa Senhora do Desterro.
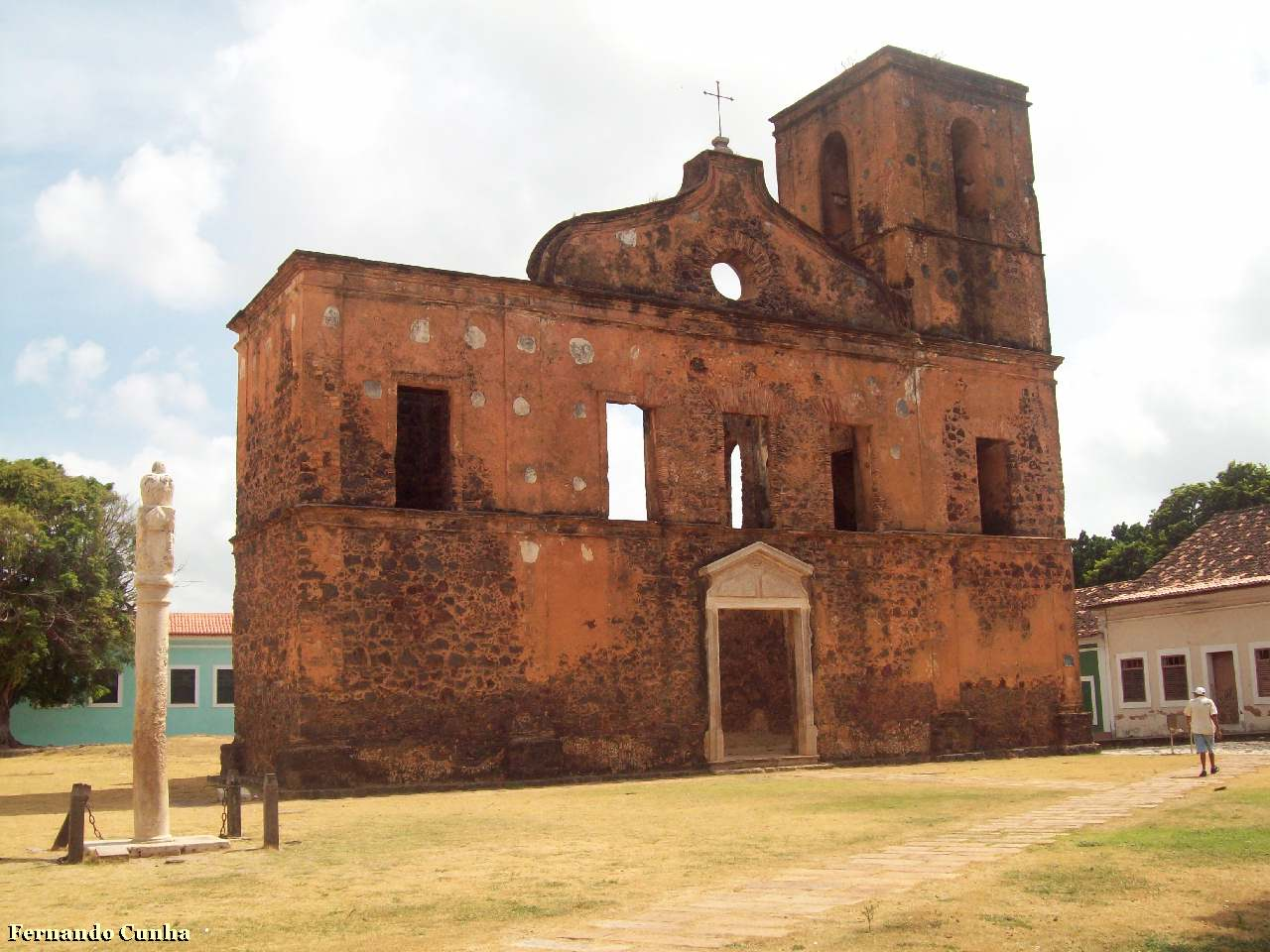
Ruínas da construção da Igreja Matriz de São Matias.
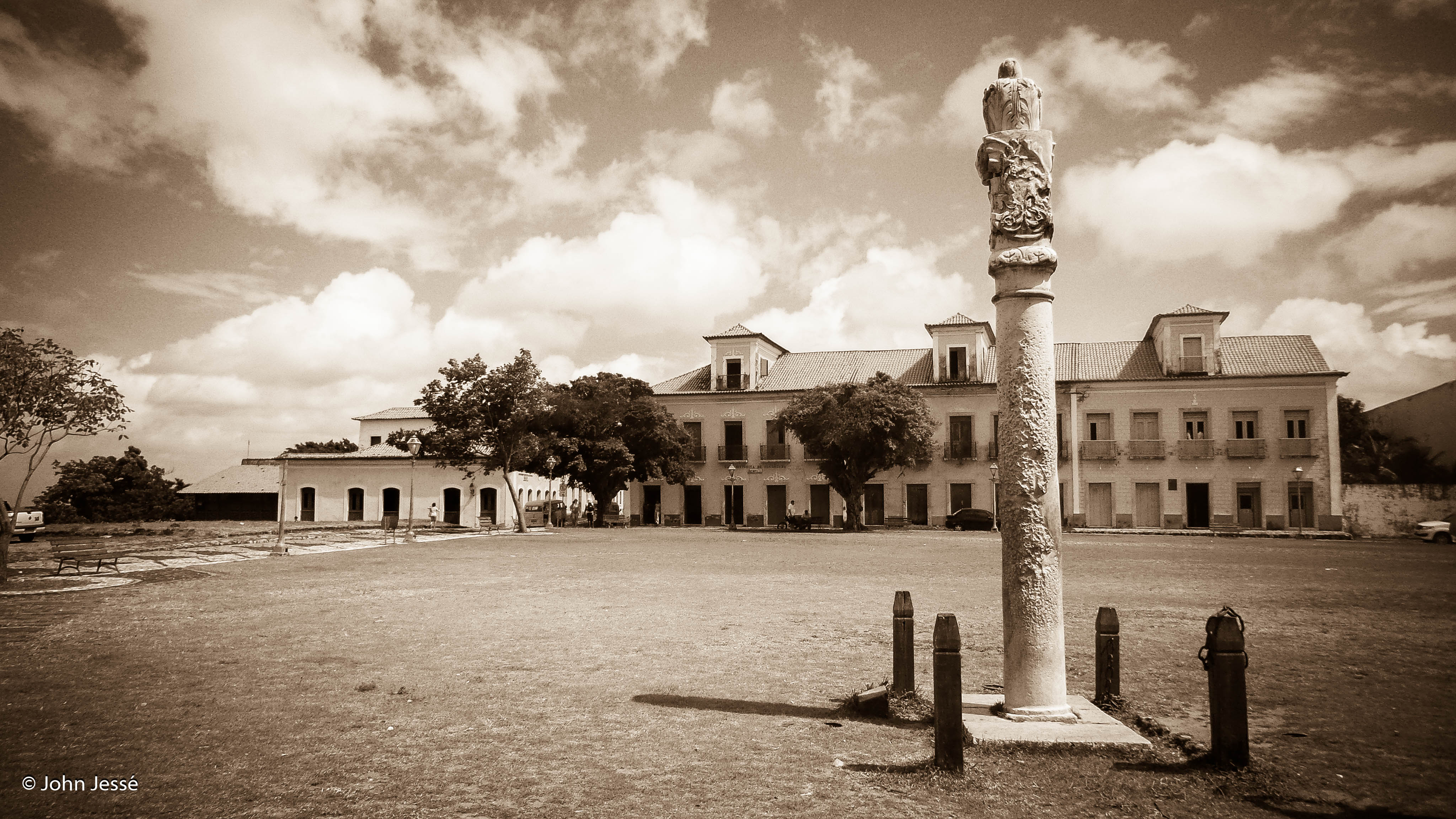
Pelourinho de Alcântara.
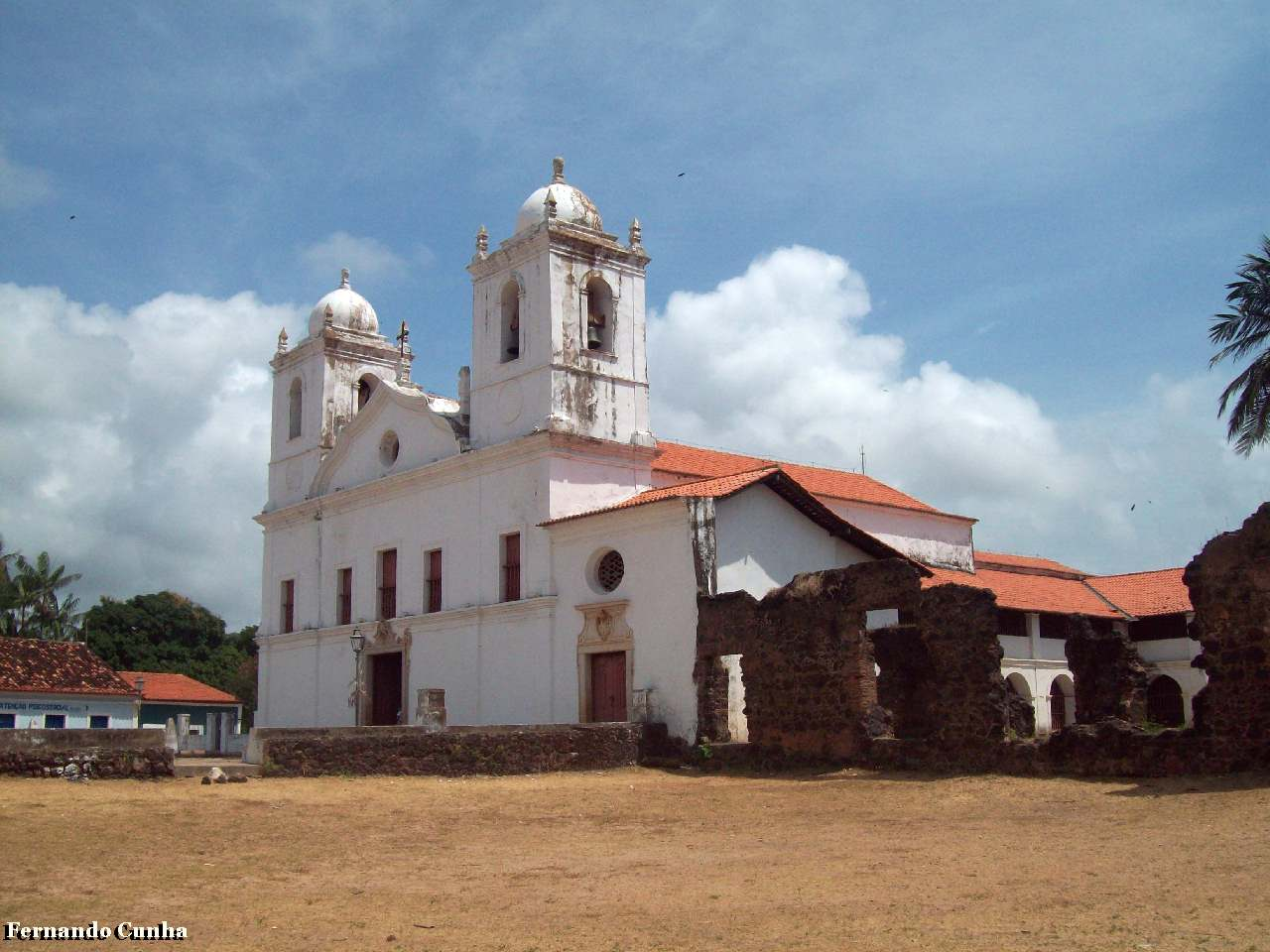
Igreja de Nossa Senhora do Carmo.
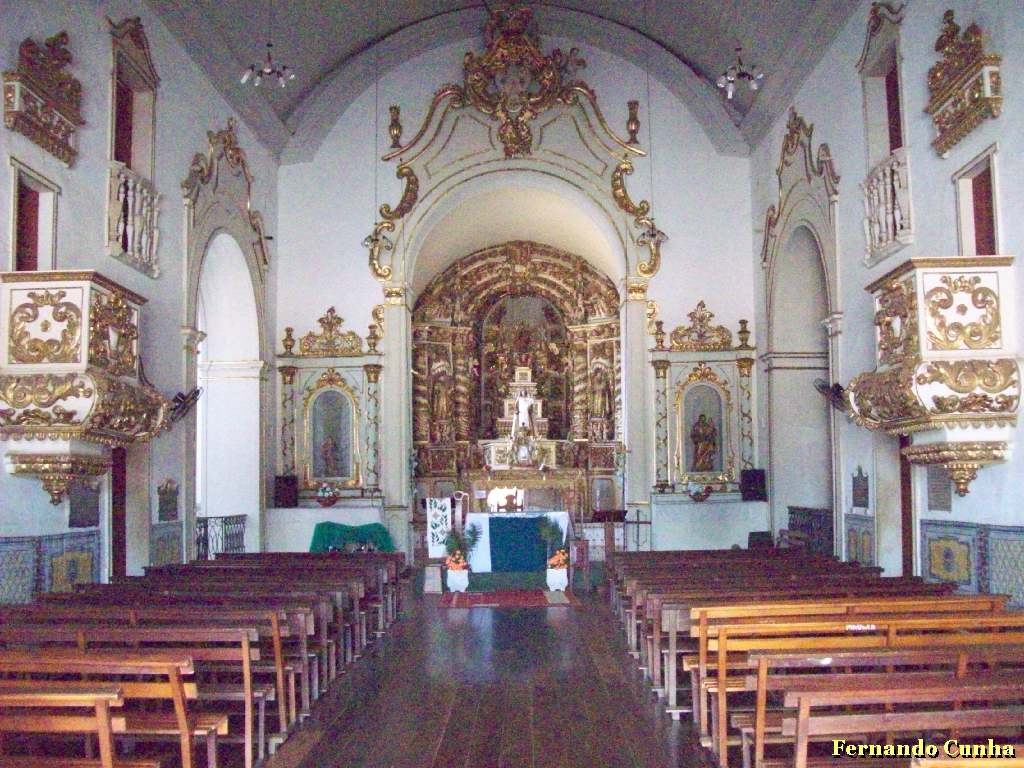
Interior da Igreja de Nossa Senhora do Carmo.
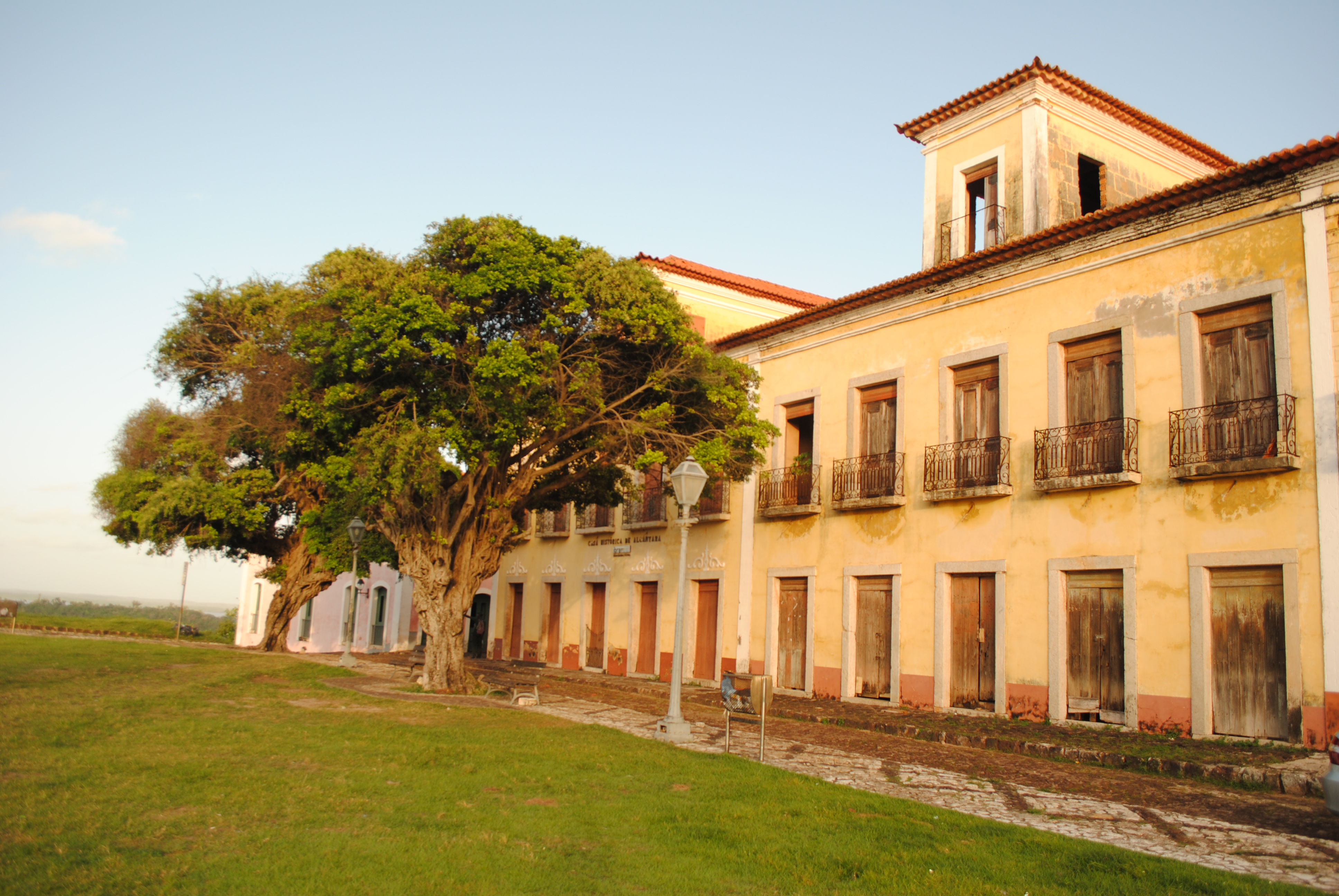
Fachada do Museu Casa Histórica de Alcântara.
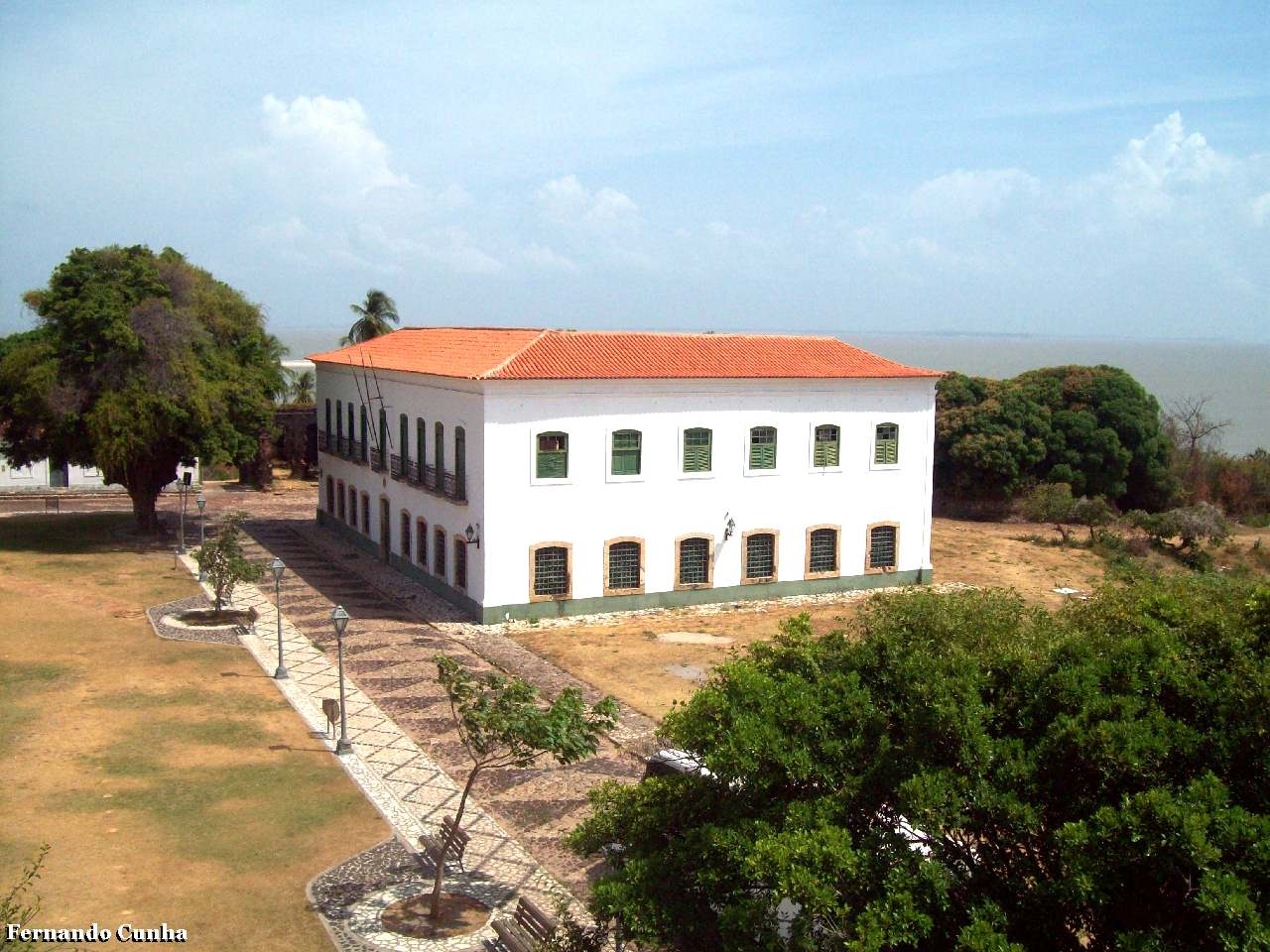
Prefeitura e Câmara Municipal de Alcântara.
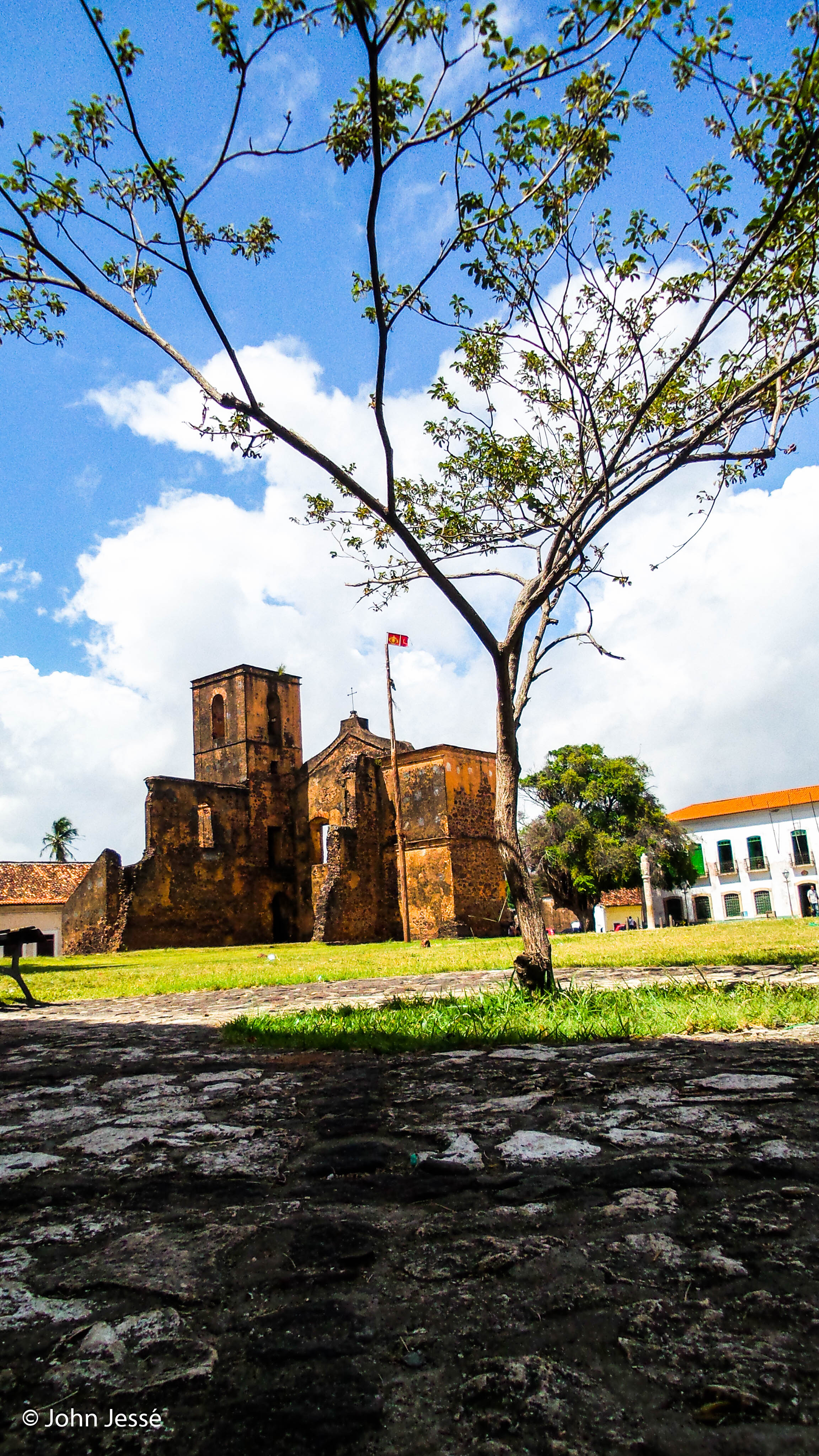
Ruínas da construção da Igreja Matriz de São Matias.
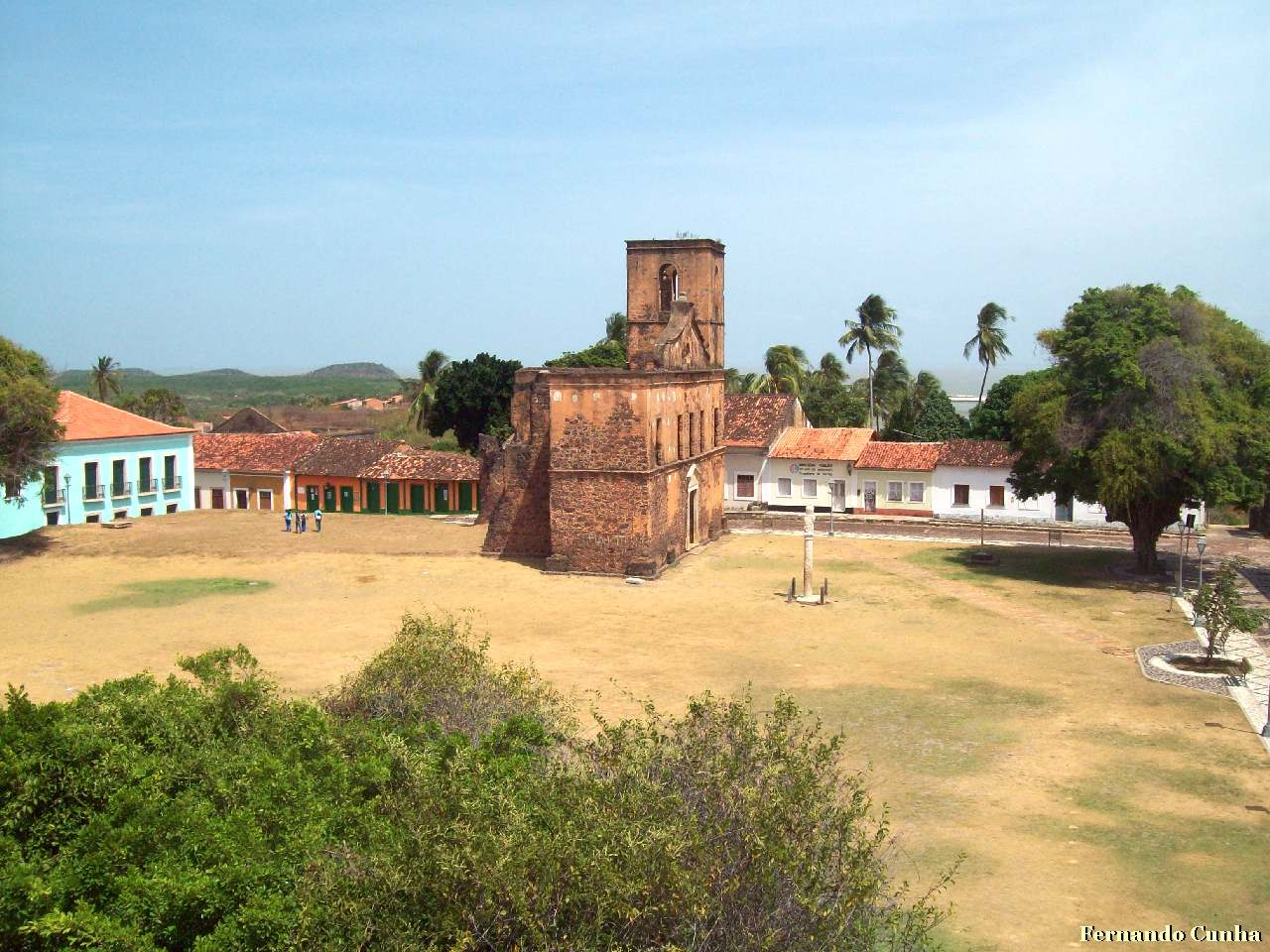
Praça da Matriz e ruínas da Igreja de São Matias.
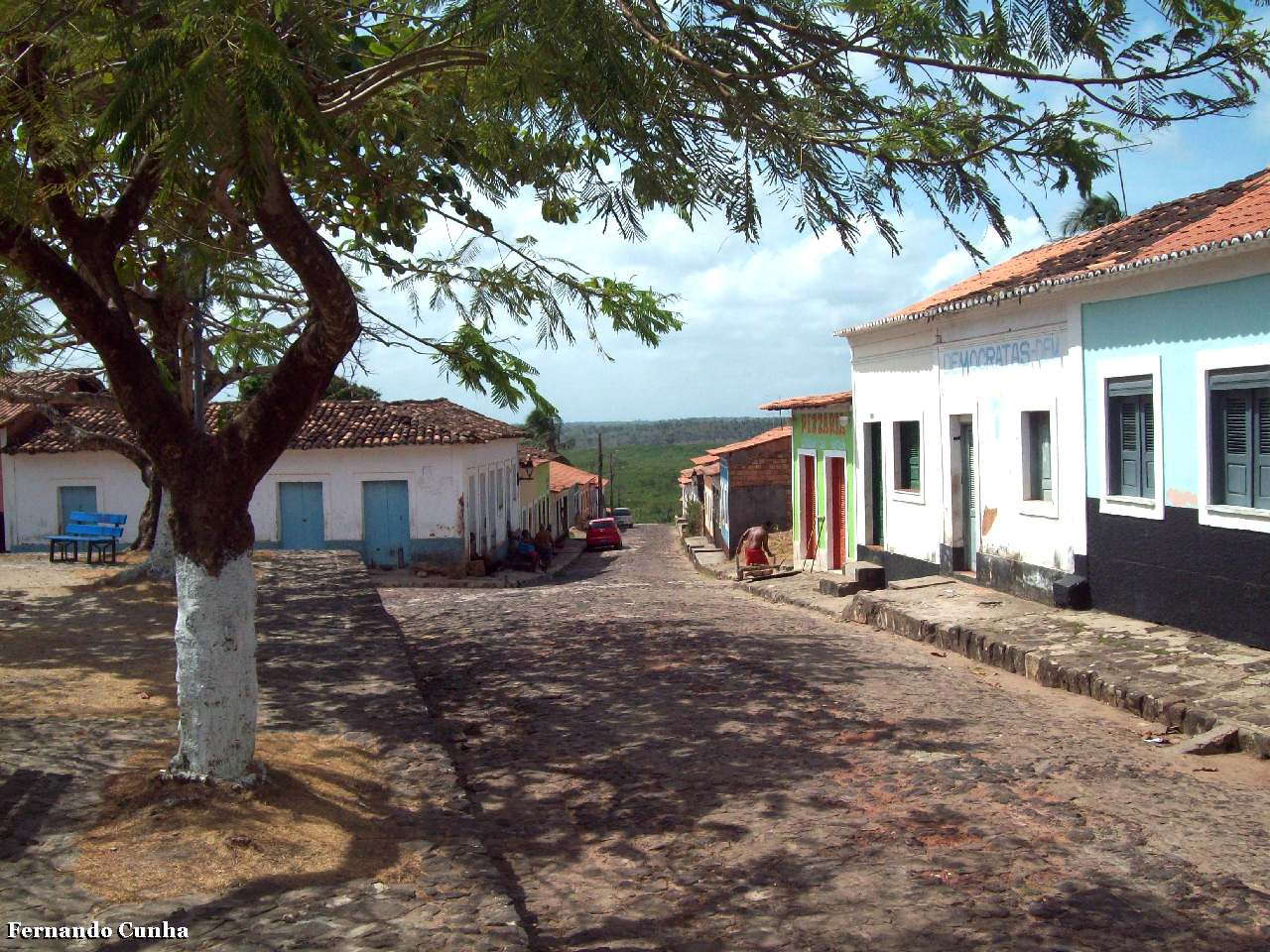
Ruas de Alcântara.
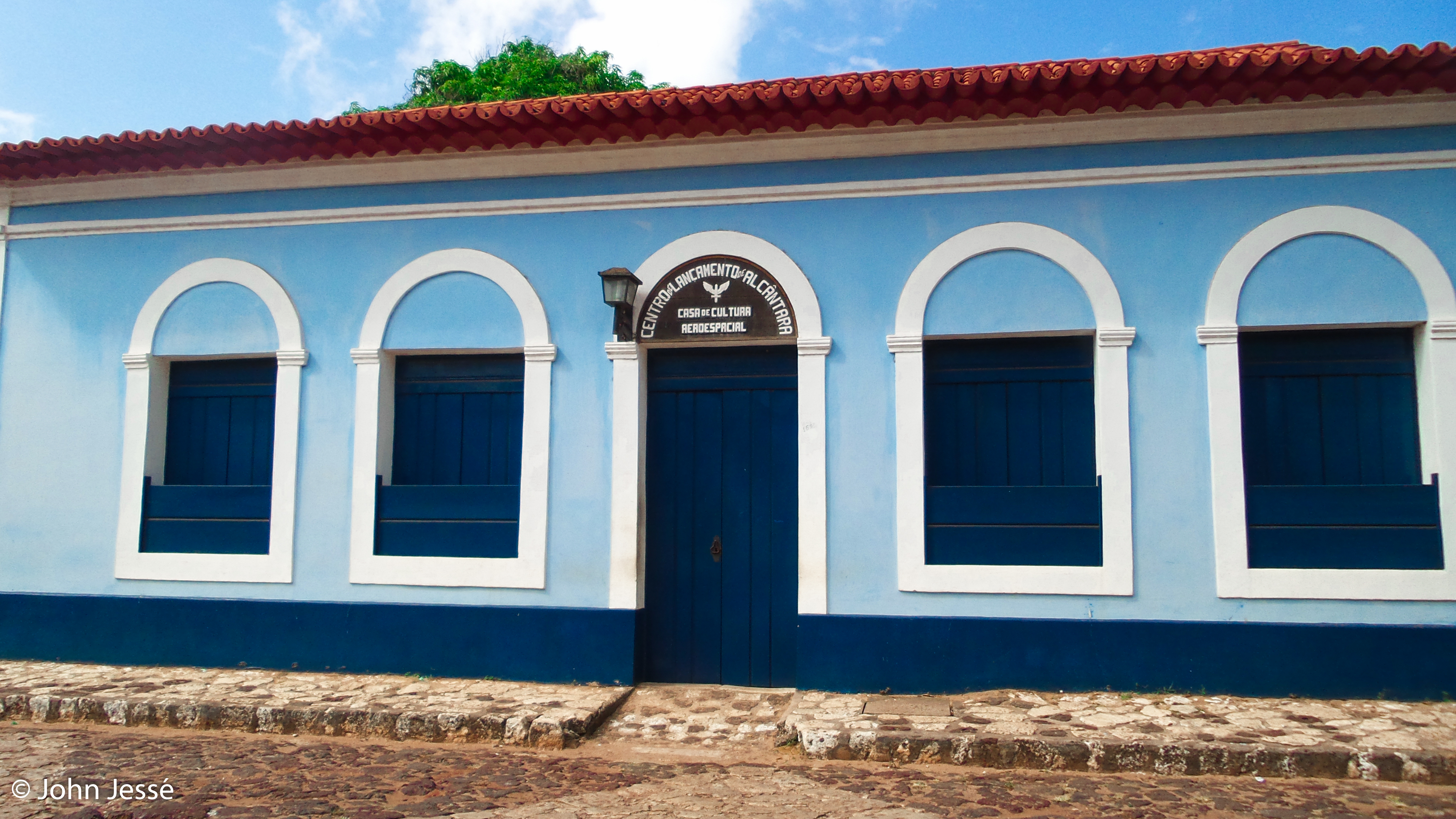
Casa de Cultura Aerospacial do Centro de Lançamento de Alcântara.
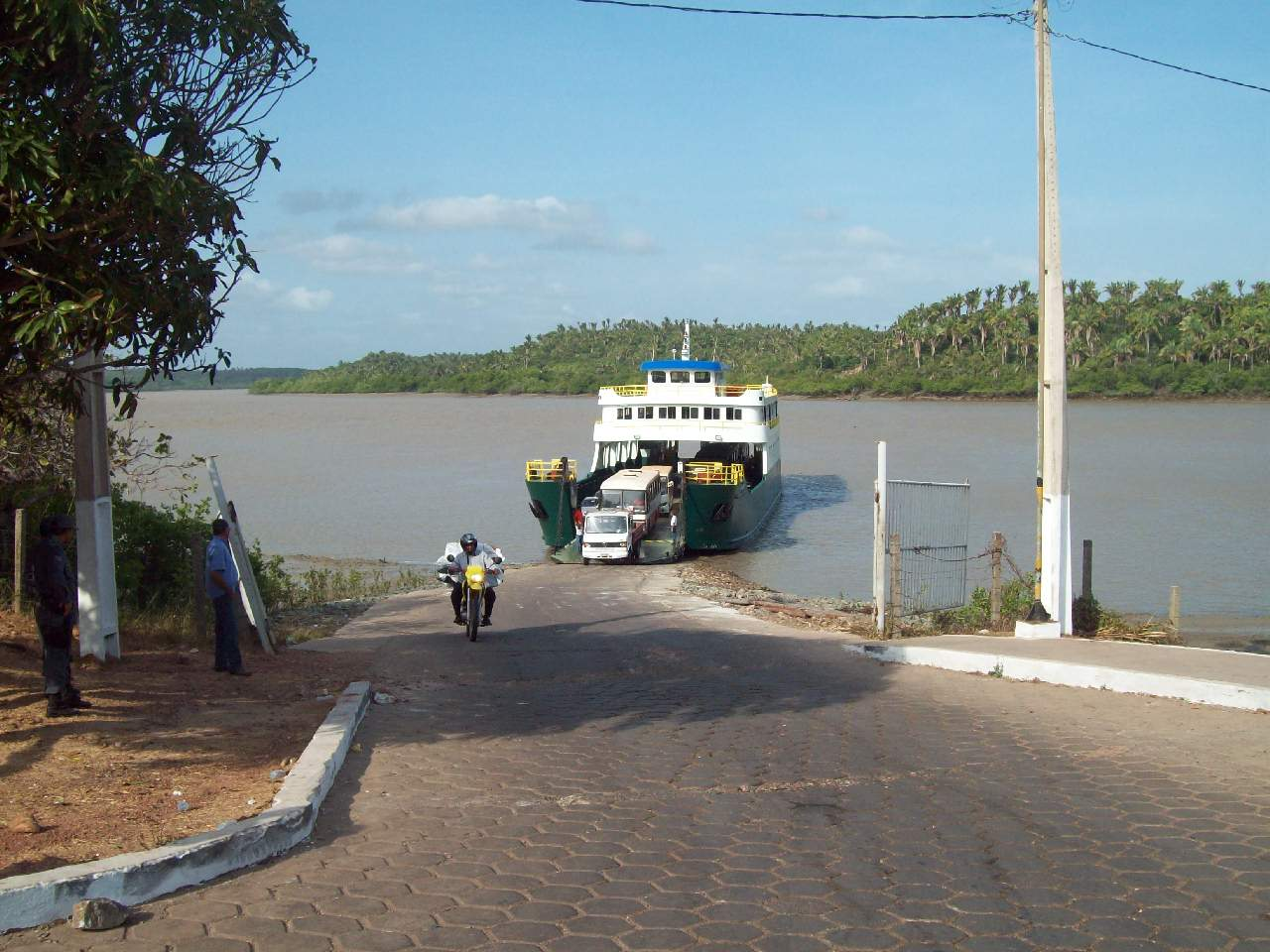
Ferry-boat, no porto de Cujupe.
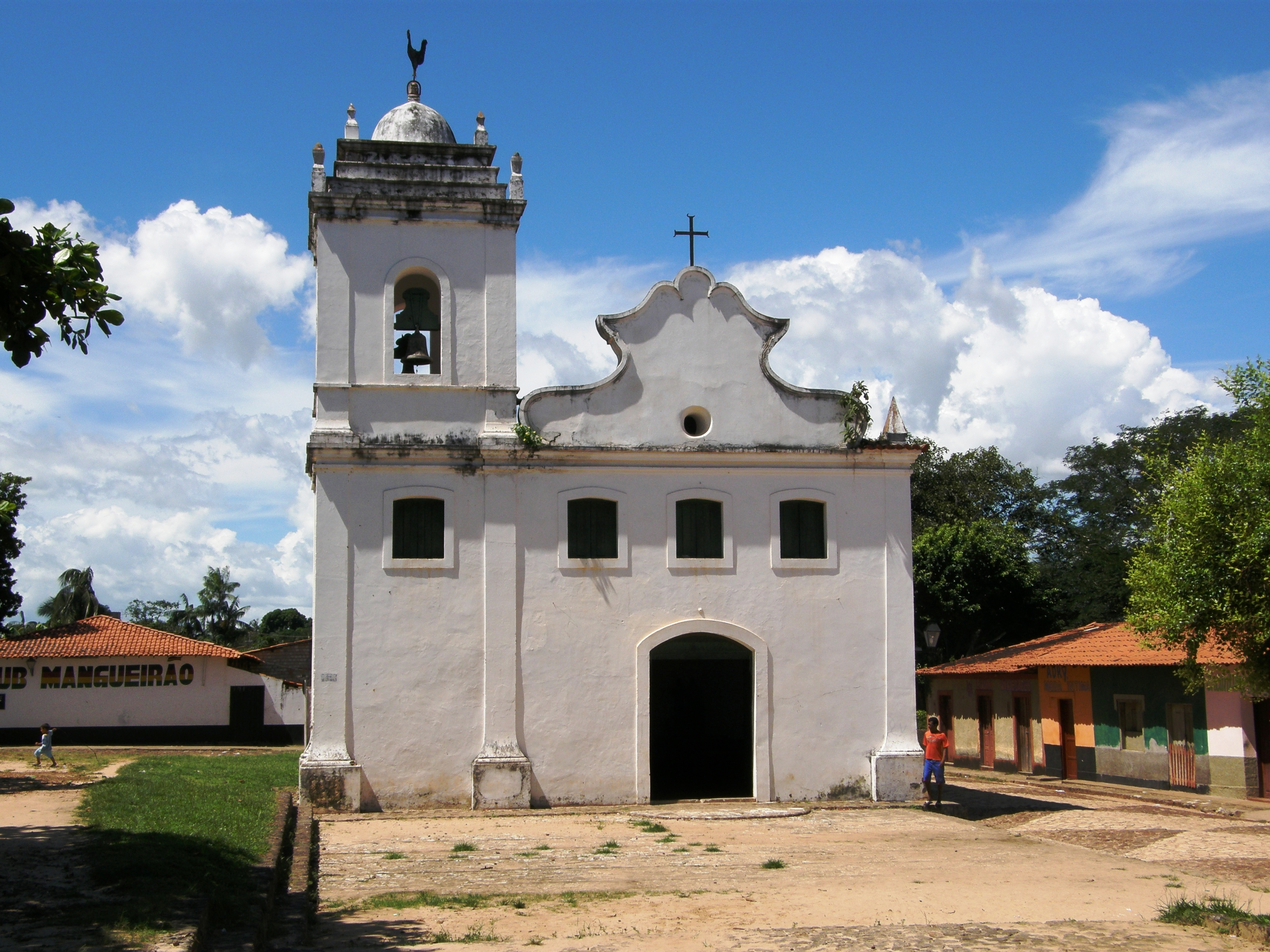
Igreja de Nossa Senhora do Rosário dos Pretos.
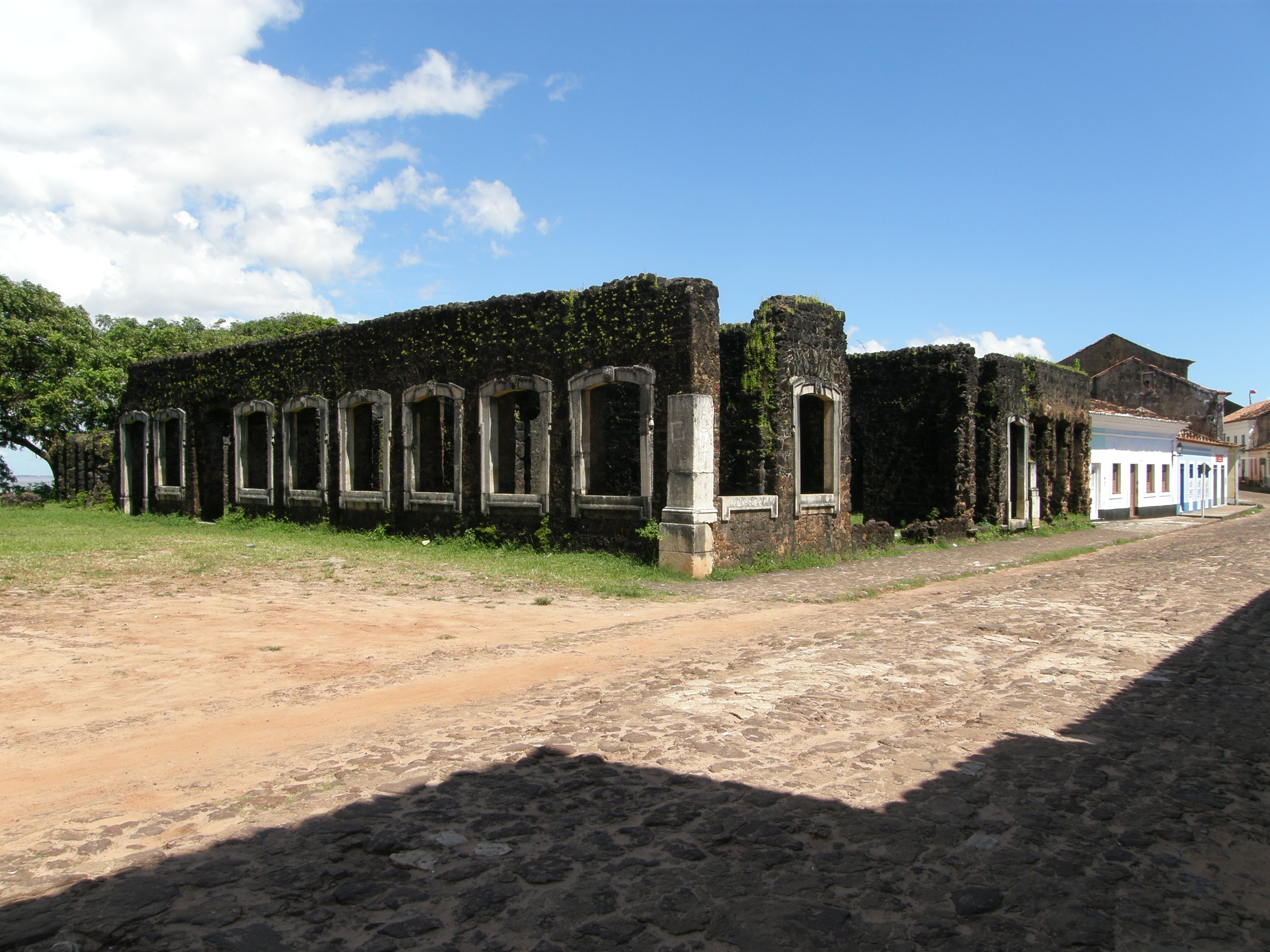
Ruínas do Palacete do Barão de Pindaré.
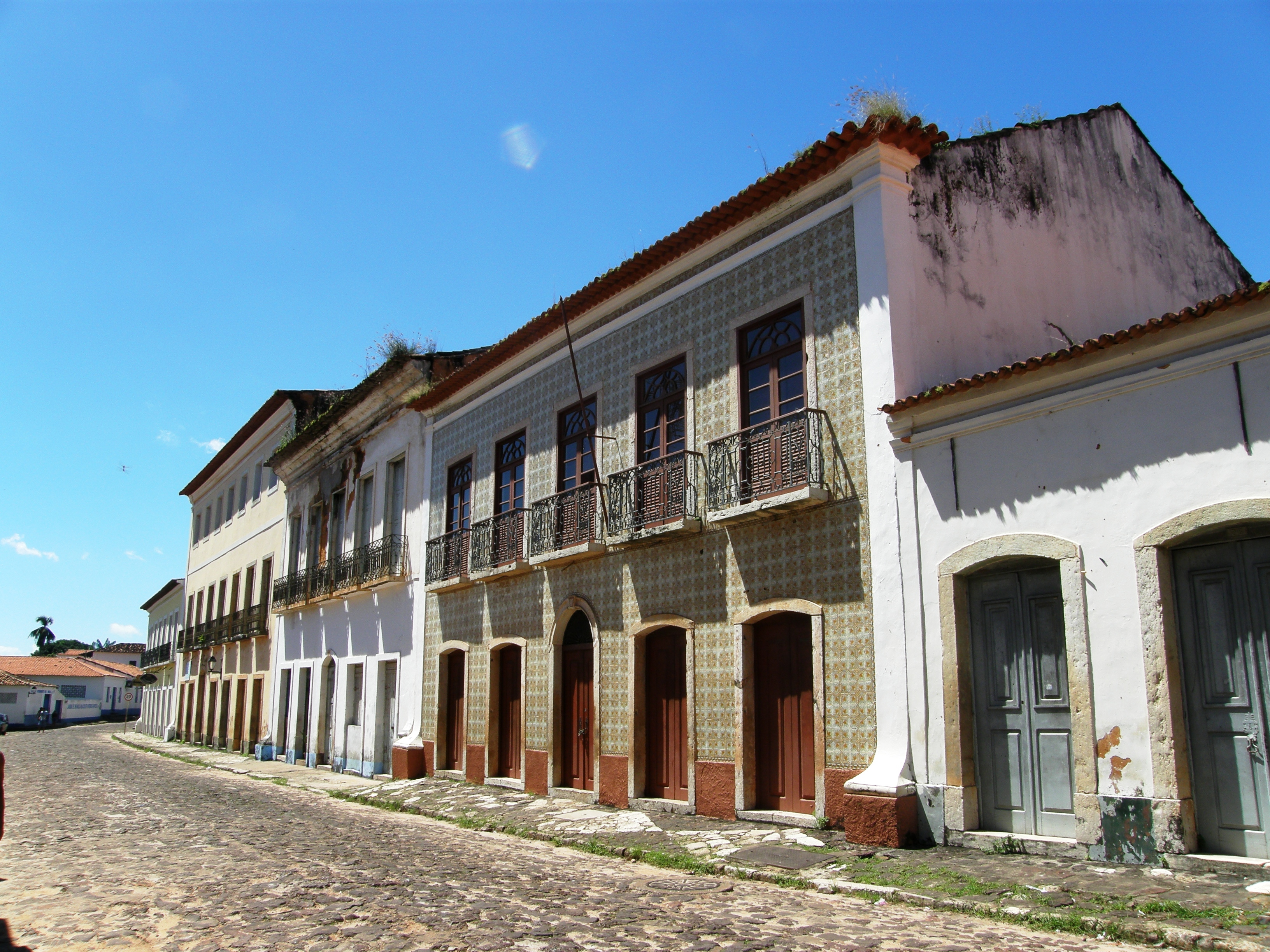
Casa do Divino.
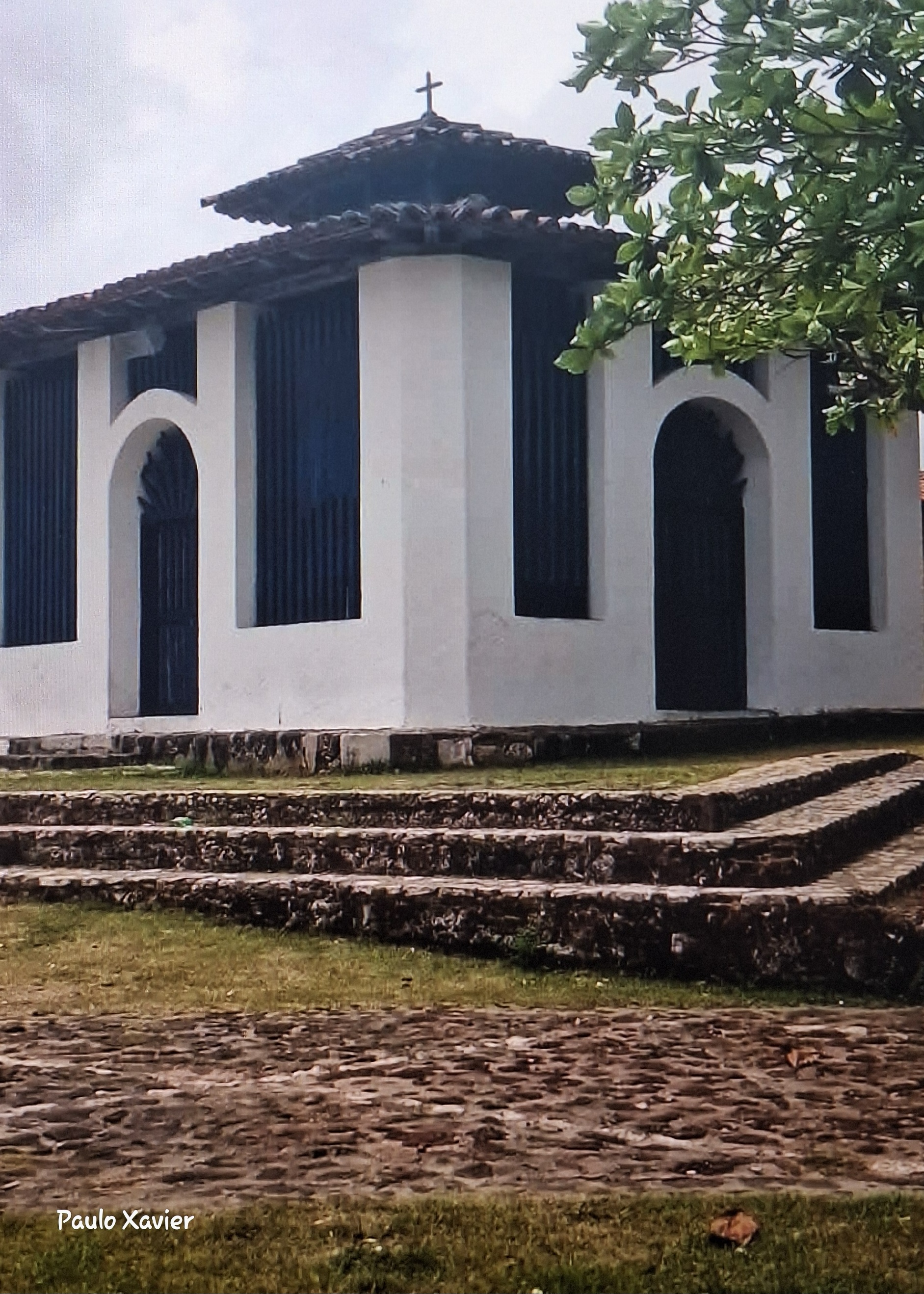
Capela de Nossa Senhora das Mercês, Alcântara, Maranhão.
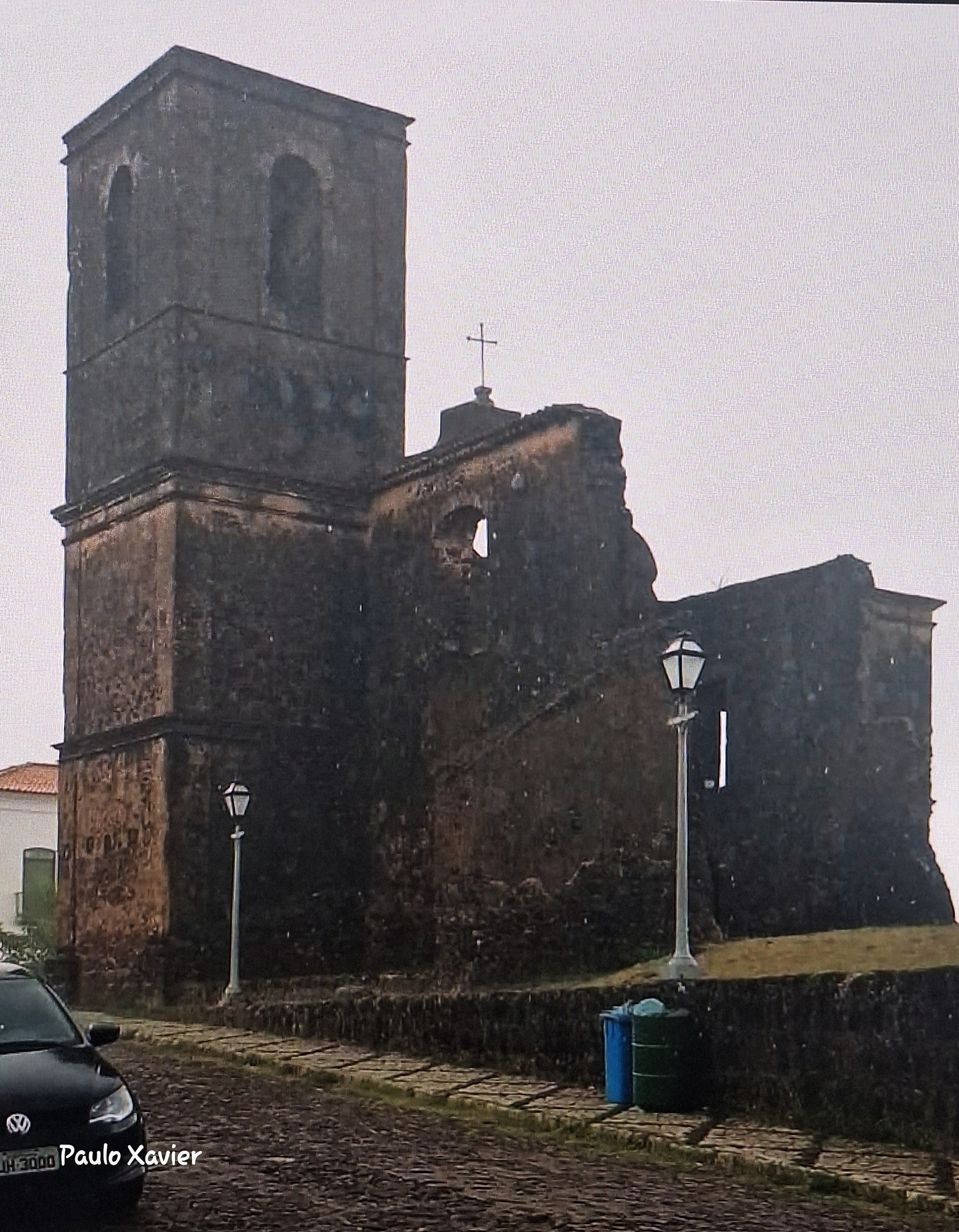
Ruínas da Igreja Matriz de São Matias, Alcântara, Maranhão.
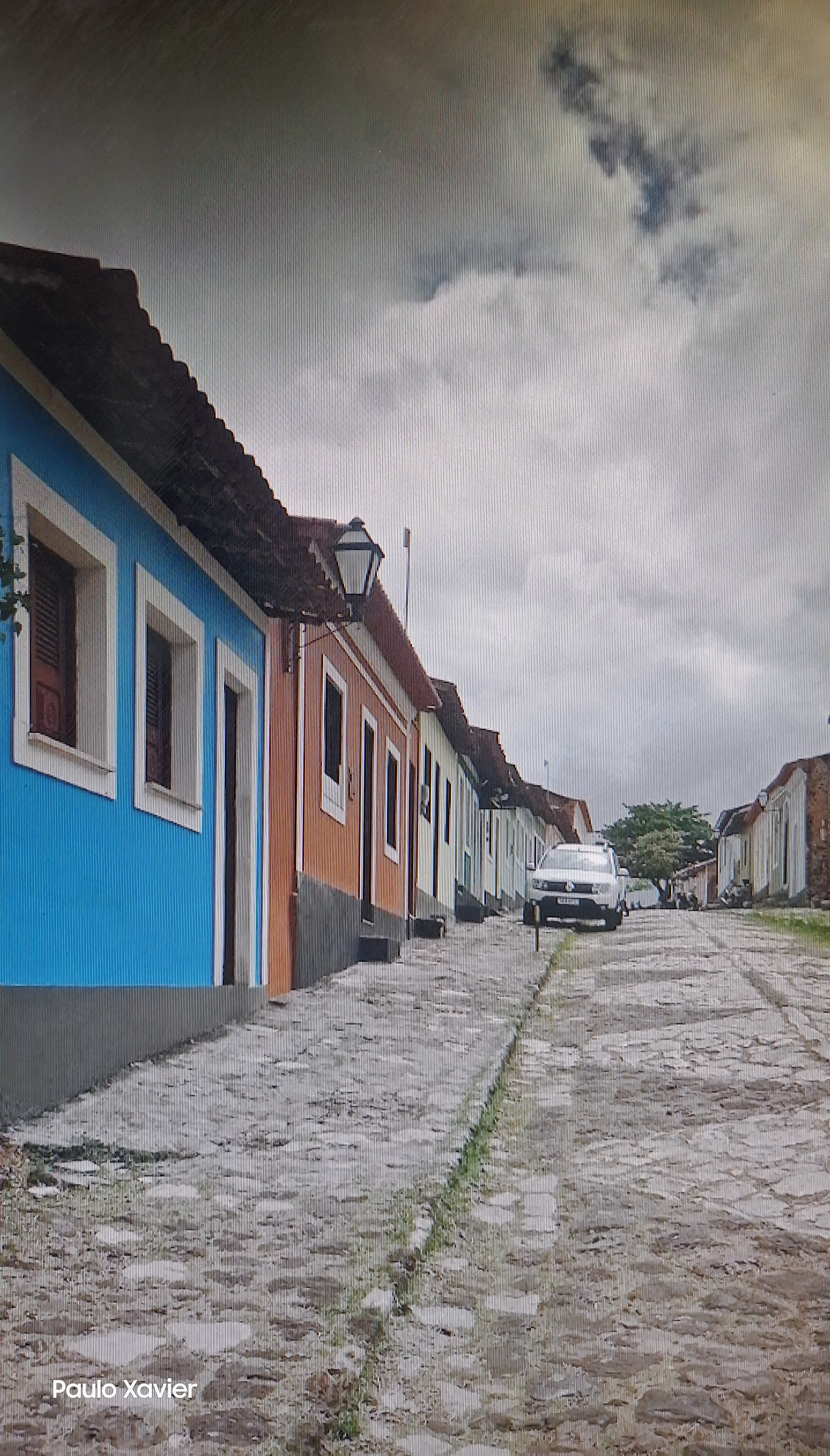
Residências ao Longo da Ladeira do Jacaré.
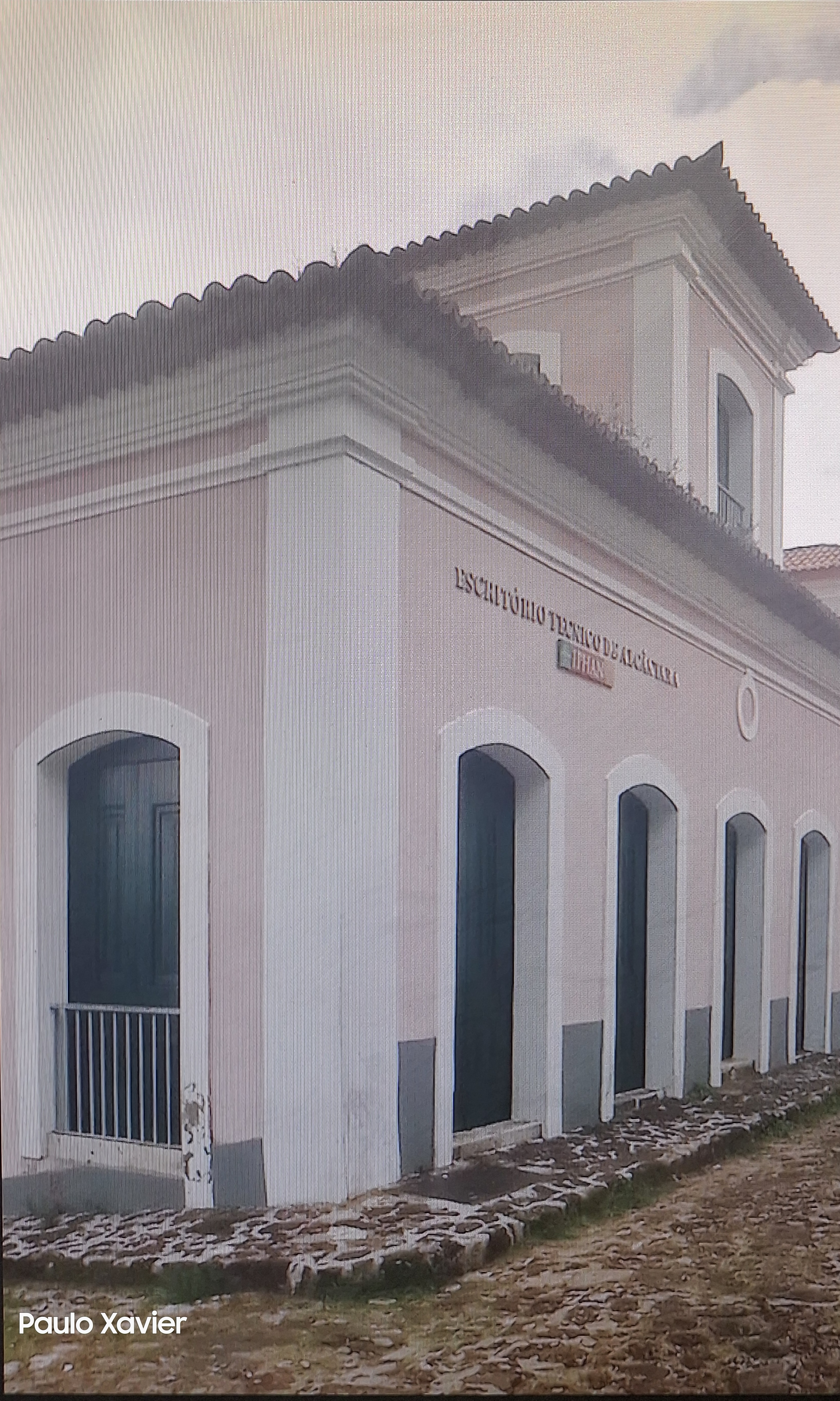
Prédio do Instituto do Patrimônio Histórico e Artístico Nacional (IPHAN).
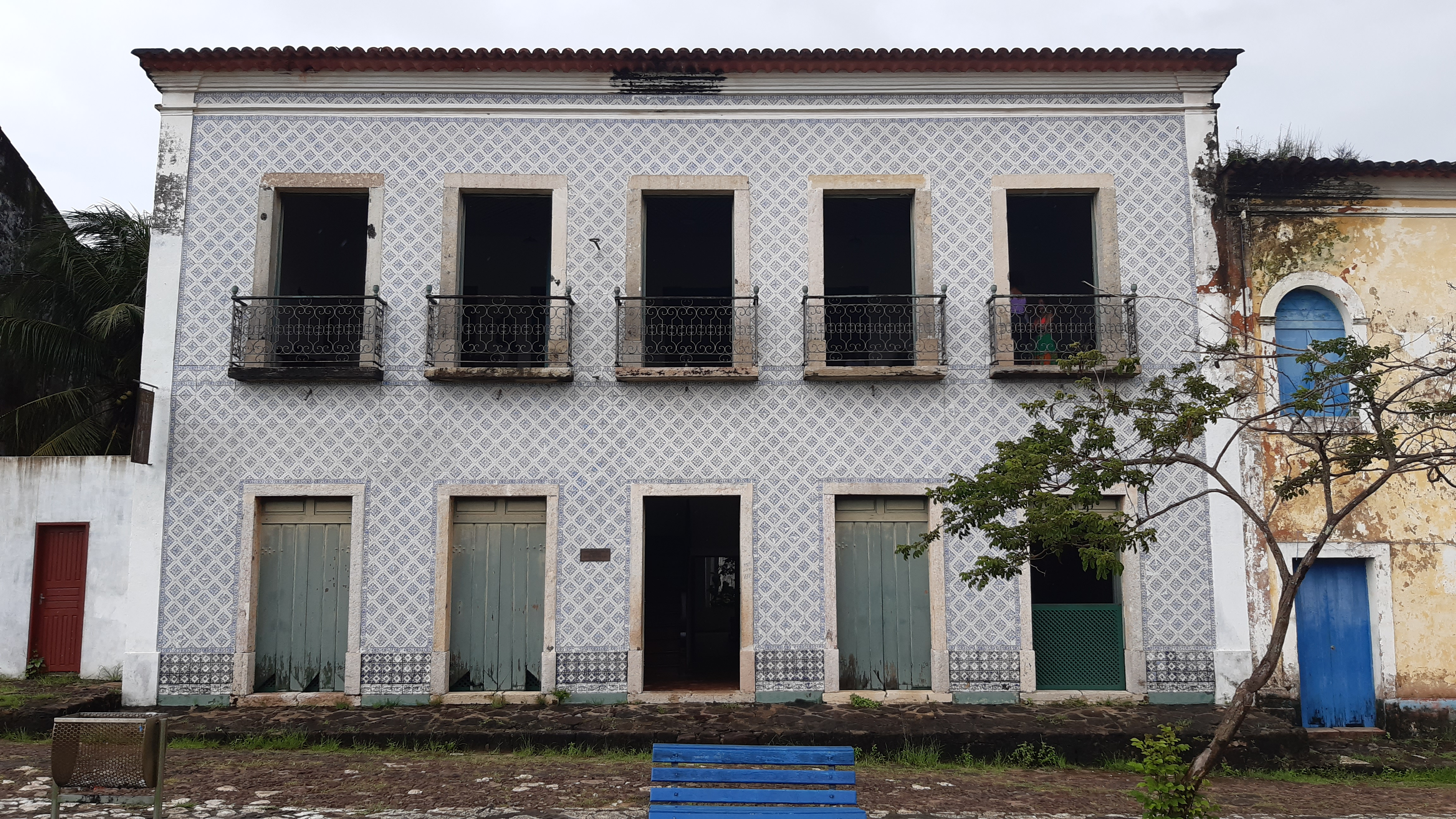
Museu Casa Histórica de Alcântara.